# Бантенський султанат
Бантенський султанат (індонез. Kasultanan Banten) — ісламське торгове королівство, засноване в XVI столітті з центром у портовому місті Бантен на північно-західному узбережжі о. Ява. Історична назва, що використовувалась європейцями в колоніальні часи для міста і для султанату — Бантам і Бантамський султанат.
Султанат був важливим торговим центром Південно-Східної Азії, особливо відомим завдяки вирощуванню і торгівлі перцем. Досяг піку свого розвитку наприкінці XVI — в середині XVII століття. Наприкінці XVII століття його значення було затьмарене розвитком Батавії — розташованого поруч форпосту голландської Ост-Індійської компанії. Остаточно анексований Голландською Ост-Індією в 1813 році.
Територія султанату зараз утворює індонезійську провінцію Бантен. Велика мечеть в Старому Бантені є важливим об'єктом паломництва з усієї Індонезії та популярним туристичним об'єктом.

## Історія

### Передумови
До 1526 р. поселення Бантен розташовувалося приблизно за 10 км від морського узбережжя, на березі річки Бантен, в районі, який сьогодні займає південне передмістя міста Серанг. Через своє розташування він був знаний як «Бантен-Гіранг» (Верхній Бантен):12. Поселення було князівством місцевих сунданців-індуїстів і входило до складу західнояванського Сундського королівства.
В 1445 році принц Валангсунгсанг, син короля Сунда Срі Бадуга-махараджа (якого часто асоціюють з напівміфічним королем Прабу Сілівангі), заснував на північному узбережжі острова Ява поселення Чиребон. Валангсунгсанг, хоч і був старшим сином короля Сунда, тим не менш не отримав від батька спадкових прав на корону, можливо через те, що внаслідок впливу своєї матері прийняв іслам. Поступово Чиребон перетворився на успішний торговий порт і принц Валангсунгсанг здобув новий титул — принц Чакрабуана. В ті часи Чиребон вважався васальним князівством у складі Сундського королівства і принц Чакрабуана залишався вірним своєму батькові та сплачував Сундському королівству данину як своєму сюзерену.
В 1479 році трон принца Чакрабуана успадковував його племінник і зять Сунан Гунунгджаті (шаріф Хідаятулла), син шаріфа Абдулли з Єгипту. Гунунгджаті належав до улеми, освіченого класу мусульманських вчених та юристів. Він здобув освіту на Близькому Сході і був онуком короля Сунда Срі Бадуга Махараджи.
2 квітня 1482 року Гунунгджаті надіслав листа своєму дідові — королю Сунда, в якому повідомив, що Чиребон більше не надсилатиме в Пакуан Паджаджаран (столицю Сунського королівства) данину, тобто фактично оголосив незалежність Чиребона від Сунда. В своїй праці «Сумма Сходу від Червоного моря до Китайського» («Suma Oriental que trata do Mar Roxo até aos Chins»), написаної в 1512—1515 рр., португальський дослідник Томе Піріш повідомляв, що порт Бантен все ще належав Сундському королівству, тоді як Чиребон існував як незалежна ісламська держава.

### Заснування держави в 1527 р
На початку XVI століття Гунунгджаті прибув у місто Бантен-Гіранг з наміром поширити слово ісламу в цьому дотепер індуїстському регіоні.

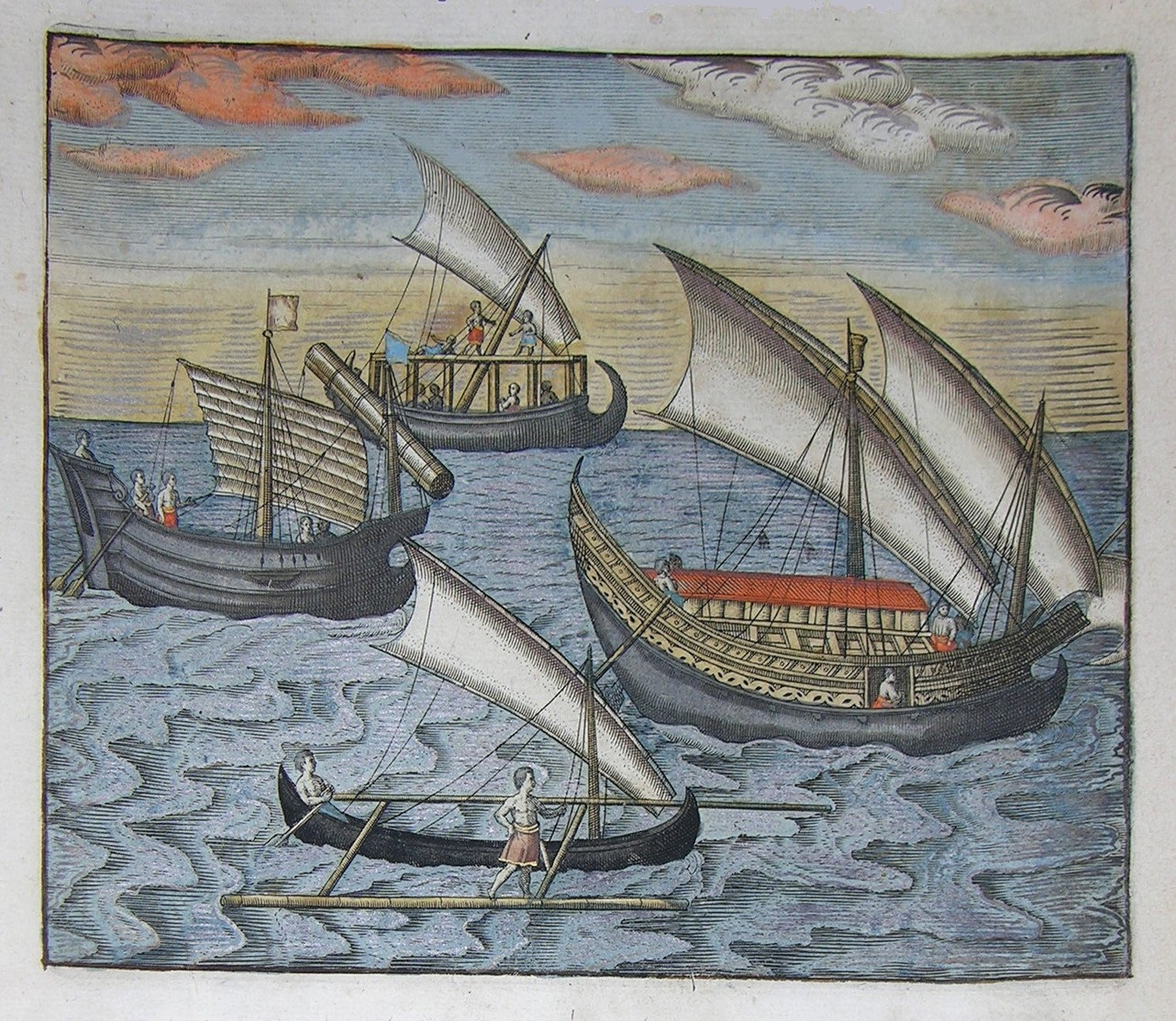
Чотири типи судів, що використовуються бантенцями Johann Israel de Bry (1565—1609)

Хоча спочатку влада Сундського королівства добре поставилась до його візиту, після того, як стали відомі новини про укладення португальсько-сундського союзу, спрямованого проти мусульманських князівств, Гунунгджаті закликав ісламський Демакський султанат направити війська до Бантена, що призвело до війни між Демаком і Сунда. Ймовірно, його син Хасанудін командував цією воєнною операцією в 1527 році, саме тоді, коли португальський флот прибував до узбережжя у Сунда-Келапа (територія сьогоднішньої Джакарти), щоб захопити ці міста:17. Португальський флот, який відповідно до угоди із Сундським королівством мав намір звести в гавані Сунда-Келала прибережну фортецю, був розгромлений об'єднаними силами Чиребона та Демака на чолі з воєначальником Фатахіллахом.
Сунан Гунунгджаті зі своїм сином оселилися в Бантен-Гіранзі і взяли під свій контроль обидва портові міста — і Бантен і Келапа. Суравісеса, король Сунда в той час був безсилий запобігти цьому захопленню і підписав мирний договір з Демаком і Чиребоном в 1531 році. Сунан Гунунгджаті коронував свого сина Хасанудіна як туменгунга (правителя) Бантена з повноваженнями, наданими султаном Демака Тренґганою, який, у свою чергу, запропонував Хасанудіну руку його сестри. Таким чином, нова династія народилася одночасно із створенням нового королівства. Старий Бантен (в даний час є частиною Серанга) був столицею цього королівства, що тепер вважалось провінцією султанату Чиребон:18.

### Перший король Хасануддін

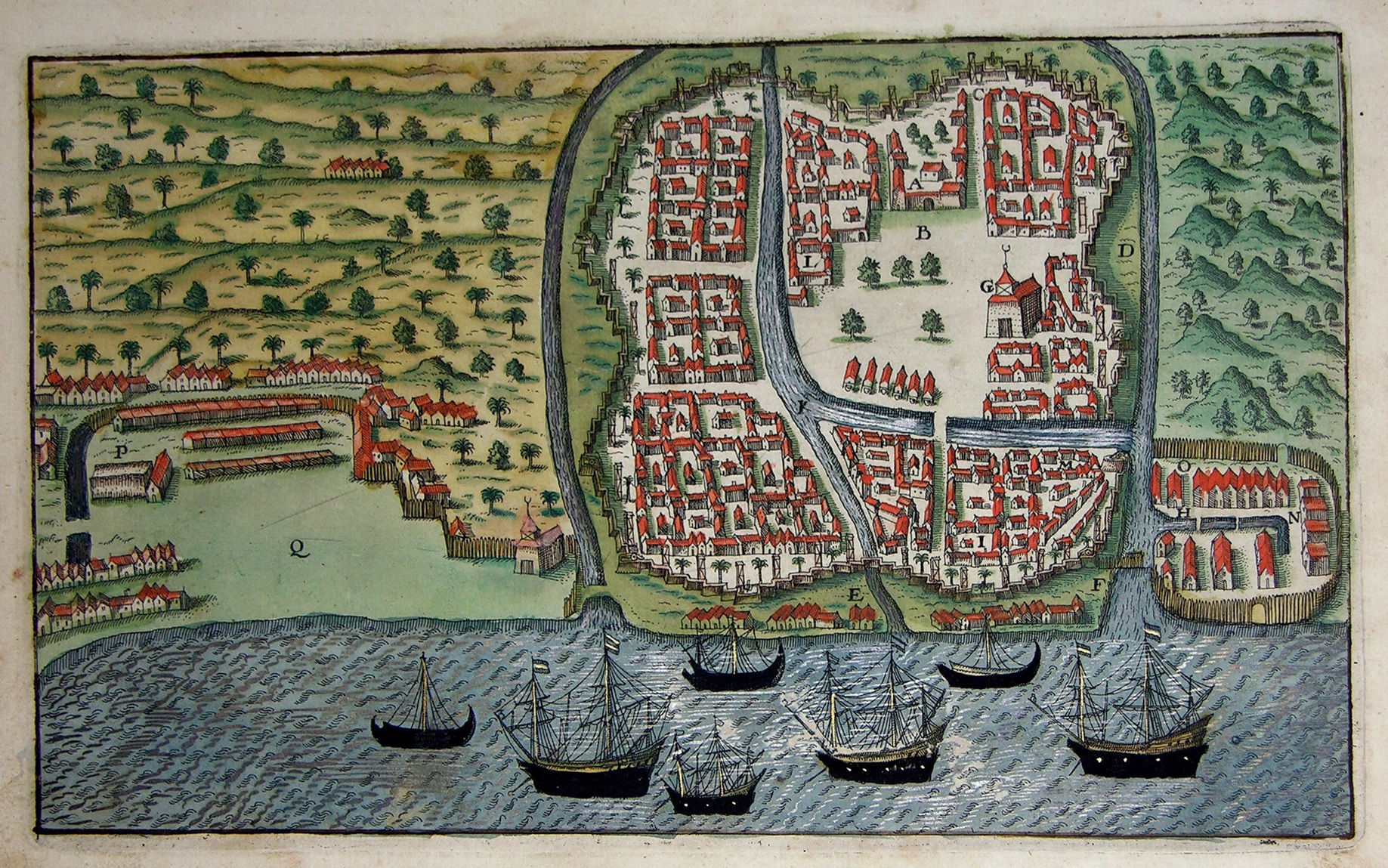
Голландські кораблі в гавані м. Бантен (Бантам). 1599 рік.

Хасануддін прагнув відродити торгівлю рисом та спеціями, особливо перцем, якою славилось стародавнє Сундське королівство. Одним з його найперших рішень був візит у регіон на півдні Суматри (нині провінція Лампунг), який традиційно належав королівству Сунда і з якого надходила основна частина перцю, що продавався в сунданському регіоні. Він прагнув якомога швидше забезпечити лояльність цих сільськогосподарських районів і гарантувати постачання перцю для своїх портів, оскільки саме на цій прянощі базувалася вся міжнародна торгівля, а отже, і багатство його королівства:19.
Встановивши контроль над портами та торгівлею перцем, Хасануддін вирішив побудувати нову столицю, яка б символізувала настання нової ери. За порадою свого батька, Сунана Гунунгджаті, він вирішив побудувати нове місто на морському узбережжі в гирлі річки Цибантен. Про те, що поселення вже існувало в цьому місці, свідчить торговельна активність в його гавані, але в цей час місце політичної перебувало в Бантен-Гіранзі. Королівське місто було засноване в дельті, між двома рукавами річки. Дві головні вулиці, що проходили в напрямках північ-південь та схід-захід, розділяли місто на квартали. Королівський палац, оточений резиденціями головних державних чиновників, був побудований на південній стороні королівської площі, а велика мечеть — на її західній стороні. Іноземці, здебільшого купці, повинні були жити за межами королівського міста, тобто обабіч річкової дельти. Для міжнародної торгівлі була призначена велика західна гавань, де містилися Пецинан (Китайський квартал), європейський торговий пункт та квартал для іноземців, тоді як східний порт був для менших судів і внутрішньої торгівлі. Там також розташовувався ринок роздрібної торгівлі. На східній стороні міста були майстерні для ремонту кораблів. Хасануддін кілька разів намагався вторгнутися в Пакуан під час правління Рату Девата, проте його зусилля зазнали невдачі завдяки успішним діям сунданської армії.

Територія Бантенського королівства на момент смерті Хасануддіна

Приблизно через двадцять років позиції нової династії в регіоні були настільки міцними, що Хасануддін дозволив собі в 1546 році залишити територію королівства на прохання султана Тренгани, третього султана Демака задля взяття участі у військовій експедиції проти Пасуруана на сході Яви. На той час Бантен все ще перебував під сюзеренітетом Демака, таким чином, як васальна держава він був зобов'язаний брати участь у військових компаніях свого сюзерена. Під час цієї операції султан Демака загинув, і, цілком ймовірно, що Хасануддін скористався смертю свого сюзерена, щоб звільнити своє королівство від васальних зобов'язань перед цим королівським домом.
З 1550-х років королівство переживало період розквіту. Значно зросла торгівля з португальською Малаккою, колишнім супротивником. Попри політичне суперництво, португальські флотилії постійно відвідували Бантен для закупок партій перцю.
Згідно з традицією, що здавна практикувалась на архіпелазі, син Хасануддіна Маулана Юсуф став співправителем свого батька і відповідав за розвиток держави.

Швидкий економічний розвиток призвів до збільшення міського населення. Було розпочато масштабні роботи в сільськогосподарській галузі для забезпечення виробництва харчових продуктів шляхом будівництва зрошувальних каналів, дамб та розширення рисових полів. Саме королівське місто також активно розвивалось. Навколо міста було зведено цегляні мури завтовшки 1,80 метра і протяжністю 8 кілометрів. Маулана Юсуф керував будівництвом Великої мечеті Бантена, можливо, побудованої на місці старою та простішою спорудою.

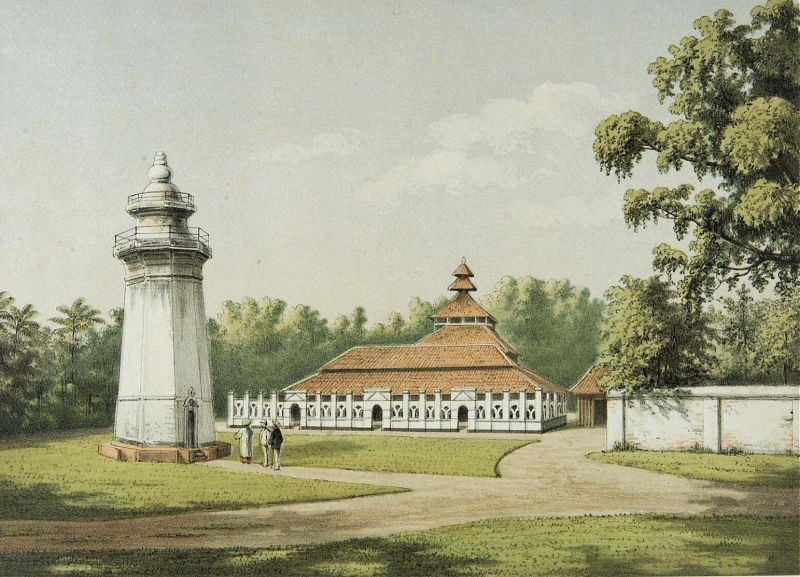
Велика мечеть Бантена. Малюнок колоніальної ери

Також у цей період Хасануддін вирішив завдати остаточного удару по залишках Сундського королівства. Маулана Юсуф очолив атаку на Дайе Пакуан, його столицю, розташовану в сучасному Богорі. Втративши свій найважливіший порт Сунда Келапа, королівство, вже позбавлене торгових доходів, мало на той момент переважно символічне значення. Нілакендра (Nilakendra), тогочасний правитель Сунда вирішив перенести центр уряду в Пуласарі (нині регіон Пандегланг). І без того ослаблене королівство не змогло чинити помітного опору нападникам і швидко пало. Відтепер Бантен правив територією колишнього Сундського королівства на захід від річки Читарум. Гейсан Улун, правитель Сумедангу Ларангу, відмовився визнати владу Бантена над колишньою територією Сунда і проголосив наступником Сунда власне королівство. Пізніше Сумеданг Ларанг став частиною Матарамського султанату.
Священний камінь (watu gigilang), який служив суверенним престолом Сундського королівства, був вивезений і поставлений на перехресті вулиць на королівській площі Бантена, тим самим ознаменувавши кінець сундської династії. Відтепер цей камінь повинен був служити престолом правителя Бантена.
На момент смерті Хасануддіна в 1570 році, Бантенський султанат охоплював усе колишнє Сундське королівство, за винятком його східних провінцій — Чиребона і Сумеданг Ларанга, а також всю південну Суматру аж до Тулангбаванга (сучасний Лампунг). Торгівля королівства процвітала і стала однією з найбільших у Південно-Східній Азії:21.

### Моулана Юсуф і криза спадкоємності

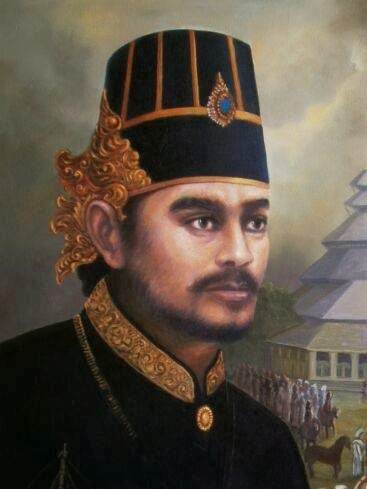
Султан Маулана Хасануддін

Хасануддін помер в 1570 р., приблизно в сімдесятирічному віці і престол успадкував його син Маулана Юсуф. Як співправитель свого батька на момент сходження на престол він уже був зрілим (близько 40 років) і досвідченим правителем як суверен із своїм покійним батьком. Під час правління Юсуфа його молодший брат Пангеран Джапара повернувся в Бантен з Центральної Яви. Ім'я цього принца свідчить про те, що він провів своє життя в Джепарі, оскільки покійний король Хасануддін довірив свого молодшого сина опіці королеви Калініамат з Джепара.
Юсуф обрав спадкоємцем свого малолітнього сина принца Мухаммада. Однак незабаром після цього Юсуф захворів і помер у 1580 році. Обраний наступник принц Мухаммед на той час був лише дитиною 9 років і не досяг повноліття. Таким чином, це спровокувало першу кризу спадкоємства, оскільки його дядько — Пангеран Джапара сам прагнув заступити трон покійного брата і стати королем Бантена:22.
Це призвело до створення двох фракцій при дворі Бантена: одну очолював прем'єр-міністр покійного Юсуфа, який підтримував Пангерана Джапара, а іншу фракцію очолював каді Бантена, поважний релігійний діяч і глава ради регентства, який наполягав на захисті спадкового права малолітнього принца Мухаммада. Напруга наростала і ледь не призвела до війни за спадок, але в останню хвилину її все ж вдалось уникнути, через зміну позиції прем'єр-міністра який відмовився від підтримки Пангерана Джапари, що змусило останнього повернутись в Центральну Яву.
Клод Гійо, історик Бантена, стверджує, що при дворі Бантена існувало дві конкуруючі фракції: ліберальна, представлена державними службовцями Понгґава та купцями і елітарна, представлена аристократами Наяка та Сантана, які виступали за сильний державний контроль. Обрання наступником неповнолітнього принца стало перемогою лібералів, котрі користувалися довгими роками економічної свободи без надмірного втручання королівського дому:22.

### Мухаммад і облога Палембанга

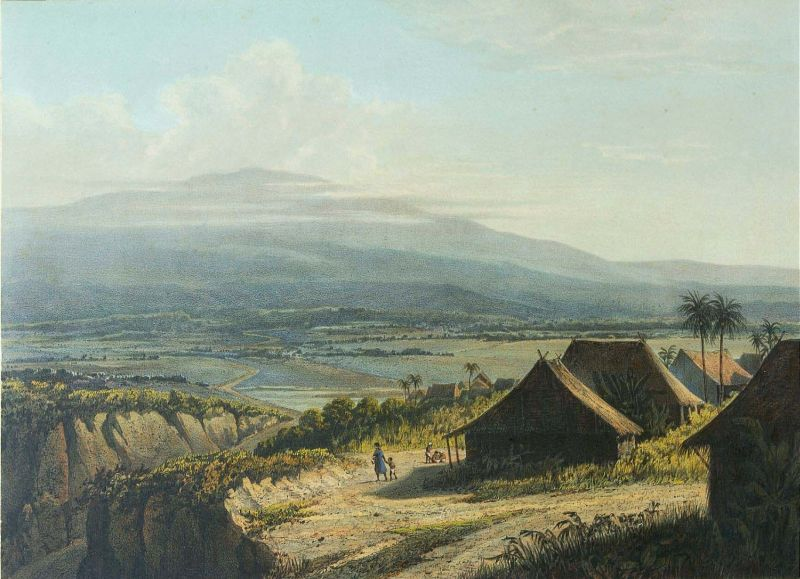
Ландшафт в Бантені. Літографія, між 1865 та 1872 рр.

Принц Мухаммад зійшов на престол у 1580 році, коли йому було 9 років. Під час правління молодого короля Бантен продовжував процвітати, оскільки купці користувалися відносною свободою в торгівлі. Перець залишався головним експортним товаром Бантена. Прибутки забезпечувались чисельними торговцями з портів Індійського океану та Південно-Китайського моря, що стікалися до Бантена. Наплив торговців був джерелом сплати податків в казну Бантена.
Відчуваючи впевненість у багатстві та могутності свого королівства, молодий 25-річний король Мухаммад у 1596 р. розпочав військову кампанію проти князівства Палембанг — як за допомогою морського флоту, так і сухопутної армії, що йшла через Південну Суматру. На той час Палембанг був ще індуїстсько-буддистською державою, залишком зарубіжних васалів Маджапахіта, яку мусульмани Бантена розглядали як язичницьку державу. Натхненний своїм прославленим дідом Хасануддіном та його доблесним батьком Моуланом Юсуфом, які підкорили язичницьке королівство Зунда, Мухаммад прагнув отримати власну частку слави і розширити своє королівство. До 1596 р. Палембанг було взято в облогу і коли перемога здавалась близькою, трапилася несподівана трагедія — короля було вбито гарматним ядром, коли він на кораблі пропливав по річці Мусі повз обложене місто. З раптовою смертю молодого монарха напад було скасовано і війська Бантена повернулись додому :26.

### Прибуття голландців та початок кризи

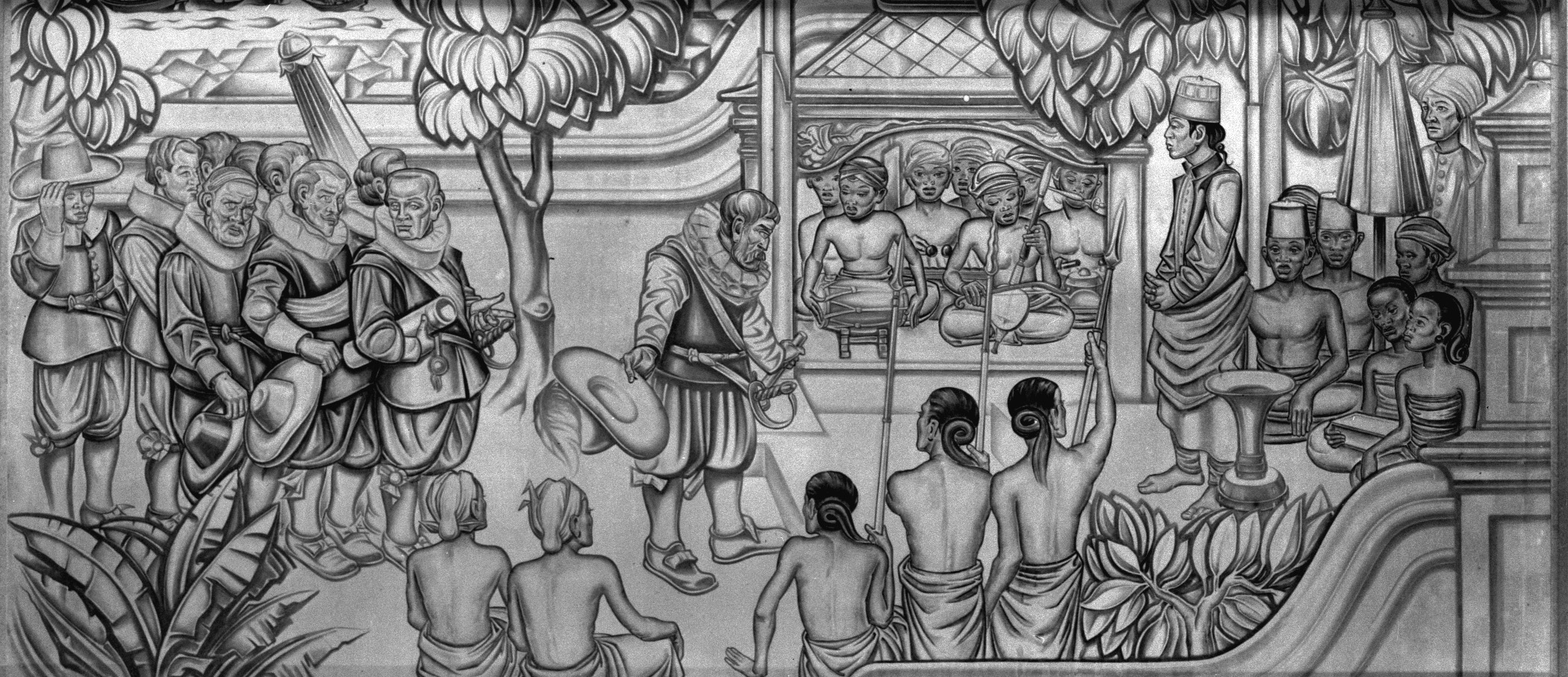
Прийом Корнеліса де Гаутмана на Яві у 1596 р. Паулідом.

Наступникові короля і майбутньому султану Абульмафахіру ще не було і року, коли через кілька місяців після смерті короля Мухаммада нова хвиля європейців, ніколи небачених раніше на архіпелазі, прибула до Бантена.
27 червня 1596 кораблі першої голландської експедиції в Ост-Індію на чолі з Корнелісом де Гаутманом, висадилися в Бантені. Нових європейців в Бантені прийняли погано через інтриги португальців, які переконали бантенців підняти ціни на прянощі до абсурдно високих рівнів. Голландцям також було відмовлено у доступі до води, і коли деякі з них вирушили за нею на сусідню Суматру, кілька людей, включаючи де Гаутмана, були схоплені і утримувались до отримання викупу. Після того, як його викупили з полону, Гаутман піддав місто гарматному обстрілу і здійснив напад на кілька кораблів, що перевозили прянощі до Бантена з Молуккських островів та Борнео.
Економічні результати цієї голландської експедиції були дуже помірні, але вона довела можливість прориву столітньої португальської монополії на торгівлю прянощами з країнами Південно-Східної Азії.

Тож вже за два роки — 25 листопада 1598 року в Бантен прибула друга експедиція голландців під керівництвом Якова Корнелліса Ван Нека. Цього разу бантенці з радістю прийняли голландців, бо нещодавно вони воювали з португальцями та знищили три їх кораблі, тож вони сподівались отримати захист від будь-якої помсти з боку португальського флоту, уклавши союз з Ван Неком. За місяць усі три кораблі було наповнено спеціями і результати цієї експедиції перевершили найкращі сподівання голландців — продаж спецій, закуплених в Бантені приніс 400 % доходів на вкладений капітал.

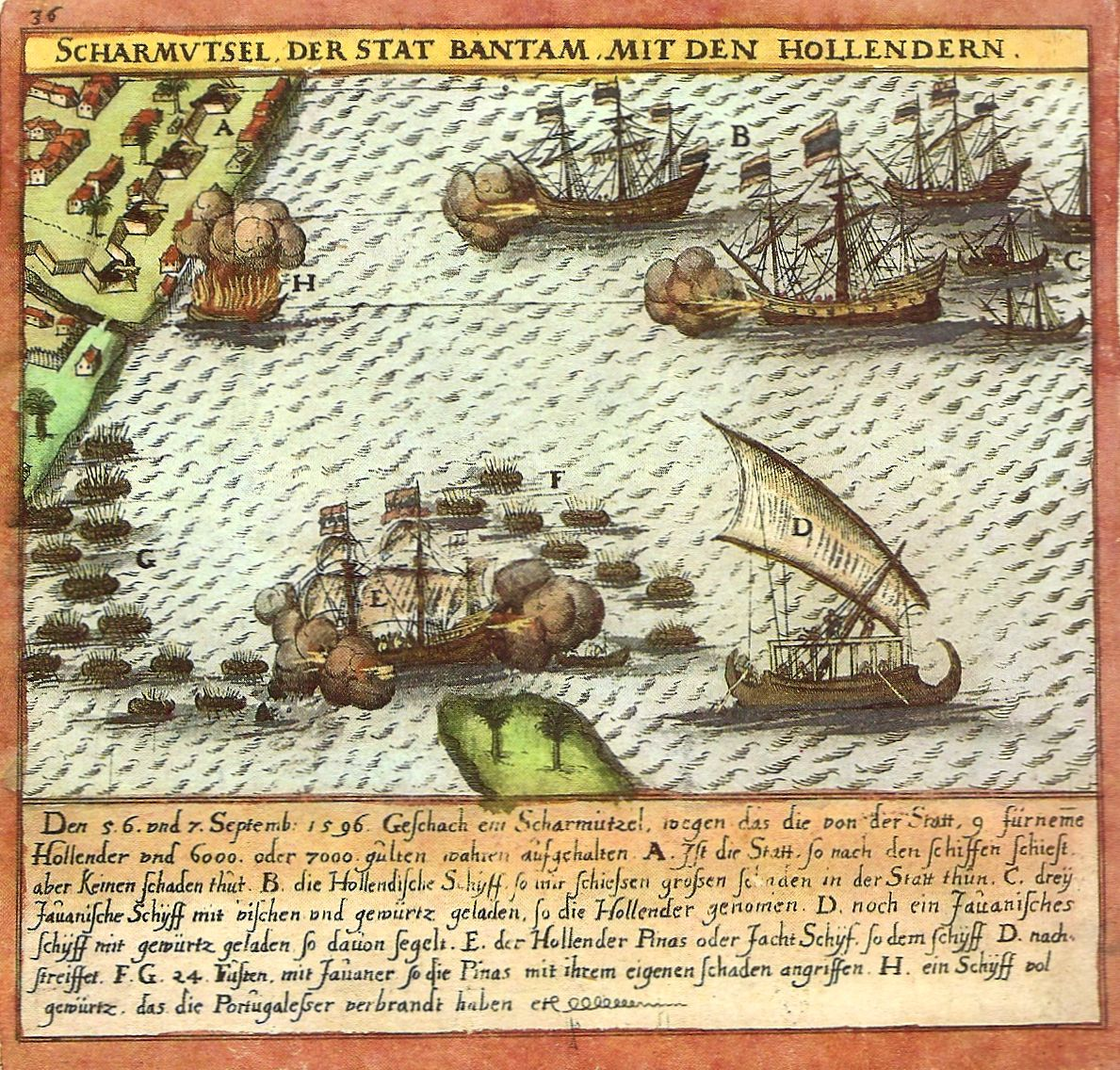
Обстріл голландськими кораблями Бантена в 1596 р.

З метою опанувати торгівлю спеціями з Південно-Східною Азією, у 1602 році голландці створили голландську Ост-Індійську компанію (нід.: Vereenigde Oostindische Compagnie або VOC) . На відміну від португальців в Малакці, які на той час цілком гармонійно інтегрувались в азійську торгову систему, в якій брали участь різні держави регіону, включаючи Бантен, голландці, як новачки на ринку, мали інший підхід. Вони вийшли на сцену, щоб захопити контроль над торгівлею спеціями з Далекого Сходу аж до Європи. На початку XVII століття португальці та голландці запекло боролись за вплив у Бантені, що вилилось в повномасштабну морську битву біля затоки Бантен у 1601 році, в якій португальський флот був розгромлений.
Незабаром прибули інші європейці. Англійці, які почали плавати до Ост-Індії приблизно з 1600 р., створили постійний торговий пункт у Бантені в 1602 р. під керівництвом Джеймса Ланкастера. 1603 року в Бантені було засновано перший постійний голландський торговий пункт на Малайському архіпелазі.
З неповнолітнім королем та відсутністю ефективного лідера, уряд перейняла регентська рада. Усунення португальців призвело до того, що як голландці, так і англійці змагались за контроль над містом, часто демонструючи скандальне ігнорування суверенітету держави, аж до обстрілу королівського палацу з корабельних гармат. Сам двір був розділений на дві конкуруючі фракції, і в 1602 році вибухнула громадянська війна. Мир був відновлений лише в 1609 році, коли один з аристократів (nayaka), принц Ранаманггала отримав владу як новий регент.
Ранаманггала відновив повноваження держави в комерційних справах: справляння податків, регулювання цін і обсягів торгівлі, і вислав торгові еліти (ponggawa) до порту Джаякарта (Jayakarta, сучасна Джакарта) на сході, повністю позбавивши влади купецтво. Ця нова сильна політика, яка демонструвала нехтування принципами вільної торгівлі, не дуже сподобалася голландцям та англійцям. Через кілька голландці та англійці вирушили за торговцями Бантена і також перенесли свої торгові пости з Бантена в Джаякарту:28.

### Втрата Джакарти та підйом голландської Батавії

Ян Пітерсзоон Кун, четвертий генерал-губернатор Нідерландської Ост-Індії, значно укріпив позиції НОІК. Заснував Батавію — майбутню столицю Індонезії Джакарту. Портрет XVII століття

У 1613 році керівником голландської торгової факторії в Бантені було призначено Яна Пітерсзоона Куна. Завдяки енергійній діяльності Куна голландцям вдалося взяти під свій контроль торгівлю прянощами на Індонезійському архіпелазі. За 4 роки йому вдалось отримати від місцевих правителів монопольних прав на експорт гвоздики з Молуккських островів та мускату з архіпелагу Банда. Бантен намагався торгувати перцем в обхід голландців, у відповідь на що Кун переніс свою штаб-квартиру прямо в центр влади непокірного васала Бентана — в містечко Джаякарта. У жовтні 1617 року Кун отримав призначення генерал-губернатором Голландської Ост-Індії.
Після чергового конфлікту Бантена з голландцями з приводу торгівлі перцем, у 1619 р. енергійний генерал-губернатор ОІК захопив і спалив Джаякарту дотла і витіснив владу Бантена з міста. На попелищі Джаякарти голландці заснували свою штаб-квартиру і головний опорний пункт на архіпелазі — укріплене портове місто Батавія (нині Джакарта):30. Це нове поселення, що контролювалось іноземцями, незабаром стане смертельним ворогом для Бантена і загрожуватиме не лише сусідньому Бантену, але й усім державним утворенням індонезійського архіпелагу. Незабаром Кун перейшов до своєї наступної мети; контролювати торгівлю в районі шляхом введення монополії на всю торгову діяльність. Для цього він здійснив блокаду гавані Бантена, яка тривала безперервно протягом приблизно 15 років.
У відповідь уряд Бантена ввів ембарго на весь експорт перцю до Батавії. Однак, блокуючи Бантен і патрулюючи затоку, голландці перехоплювали і грабували усі торгові кораблі, не даючи традиційним азійським торговцям, особливо китайцям, закуповувати товари в Бантені. В результаті маси непроданих мішків з перцем накопичувались на складах Бантена. Ця блокада завдала серйозного удару комерції, підштовхнувши тим самим деяких китайських купців виїхати з Бантена та переселитись у Батавію.
Зіткнувшись із цією глибокою кризою, принц Ранаменггала скликав велике засідання ради. Висновок цієї зустрічі був такий: європейці були винні в бідах Бантена і щоб позбутися їх, Бантен повинен позбутися товару, якого вони найбільше жадали — перця. Ранаменггала вирішив знищити всі насадження перцю в регіоні, відчайдушно намагаючись відновити мир у королівстві. Ця суїцидальна політика виявилася надзвичайно згубною для торгівлі, оскільки купці зазнали найбільших збитків, настільки, що купці почали чинити відчайдушний тиск на королівський двір, що врешті призвело до відставки принца Ранаменггали в 1624 році на користь спадкоємця престолу, який тепер став повнолітнім — 28-річного Абульмуфахіра:30.

### Правління Абу аль-Мафахіра, Батавія та Матарам

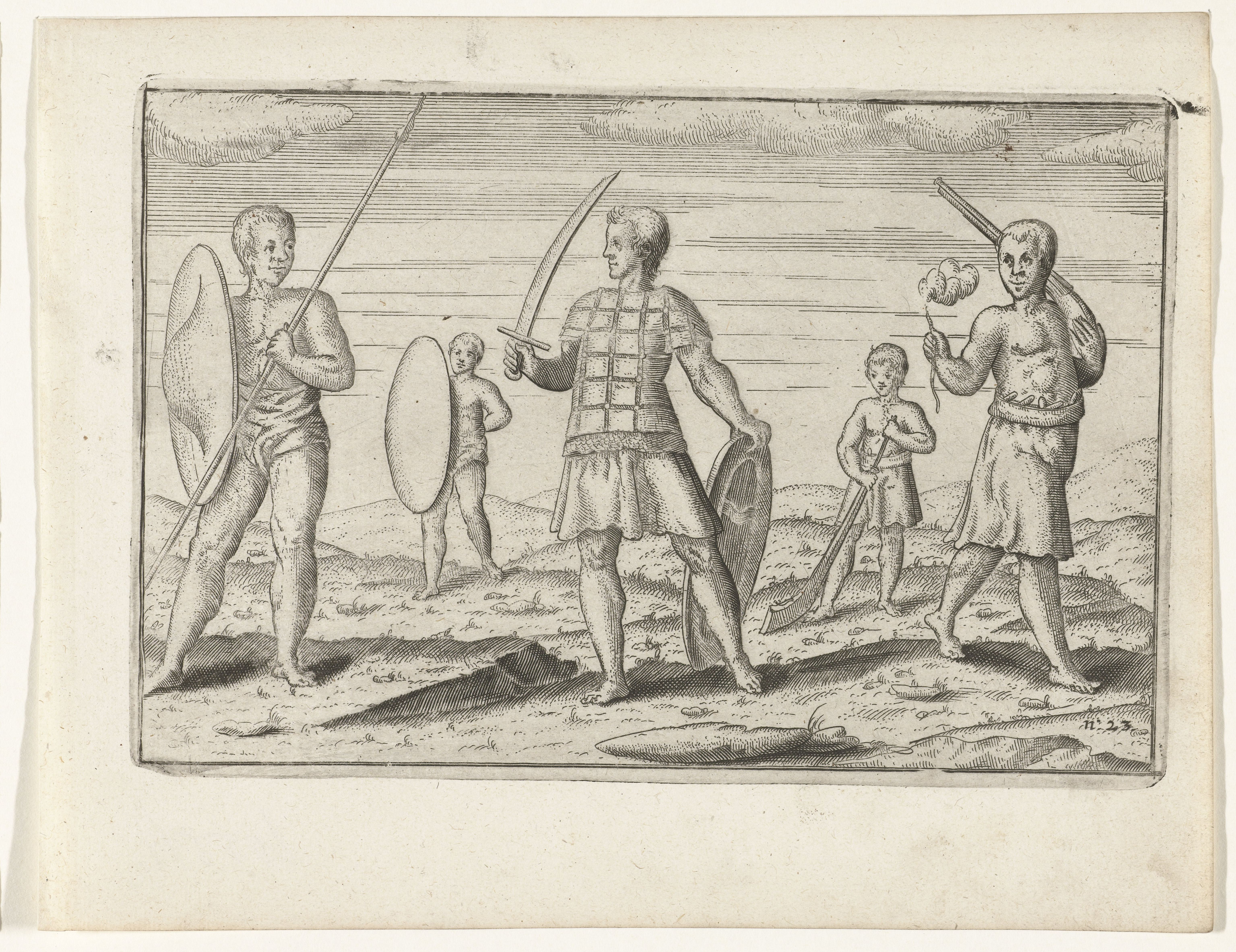
Воїни Бантена, 1596 рік.

Правління Абу аль-Муфахіра Махмуда Абдулкадіра було позначено напруженими відносинами як з Батавією, так і з Матарамом.
У 1628 році англійці повернулися до Бантена, що певною мірою допомогло Бантену в його торговій боротьбі проти їхнього спільного суперника — голландців у Батавії.
Ближче до кінця 1620-х років султанат Матарам перетворився на домінуючу силу на о. Ява. Матарам конкурував за владу з голландською Ост-Індською компанією і двічі брав в облогу Батавіїю — в 1628 і 1629 роках.
Під час цієї яванської кампанії Бантен втратив на користь Матарама провінції Паджажаран і Пріангана. Таким чином, лише за десятиліття Бантен втратив два важливі поселення, захоплені раніше у колишнього королівства Сунд — Джаякарту, яку захопили голландці, і Паджажаран, що відійшов до Матараму. Загроза сі сторони спільного ворога призвела до відновлення відносин між Бантеном і Батавією. Батавія побоювалась, створення мусульманського альянсу між Бантеном і Матарамом, тоді як Бантан побоювався, що їх королівство стане наступною мішенню для амбіцій султана Агунга по об'єднанню усієї Яви під своєю владою. Врешті-решт Матараму так і не вдалось захопити Батавію. Пізніше Матарам був поступово ослаблений завдяки боротьбі за правонаступництво яванських князів та втручанню голландців у внутрішні справи Матараму.

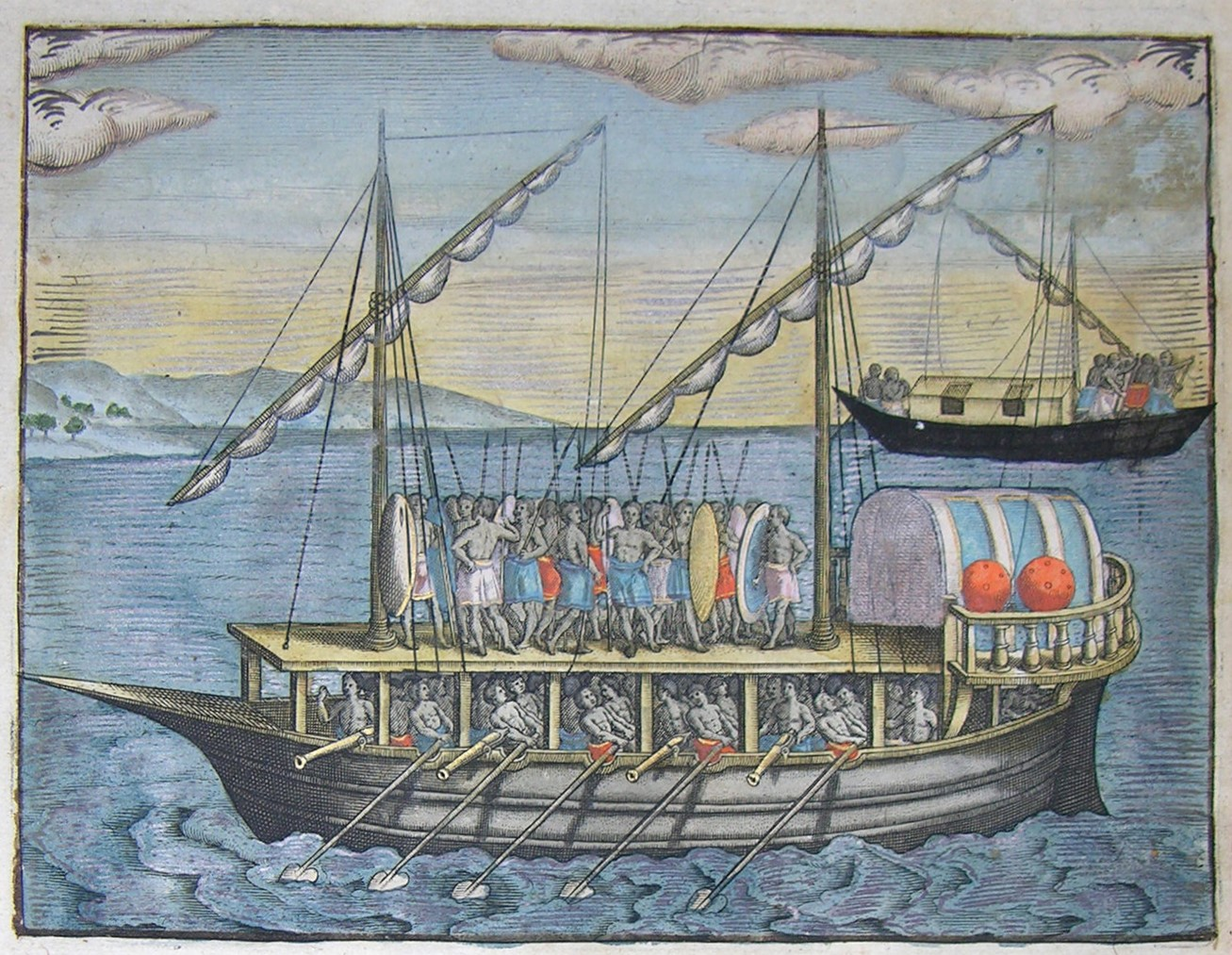
Бантенський галеот (галера). 1599 р.

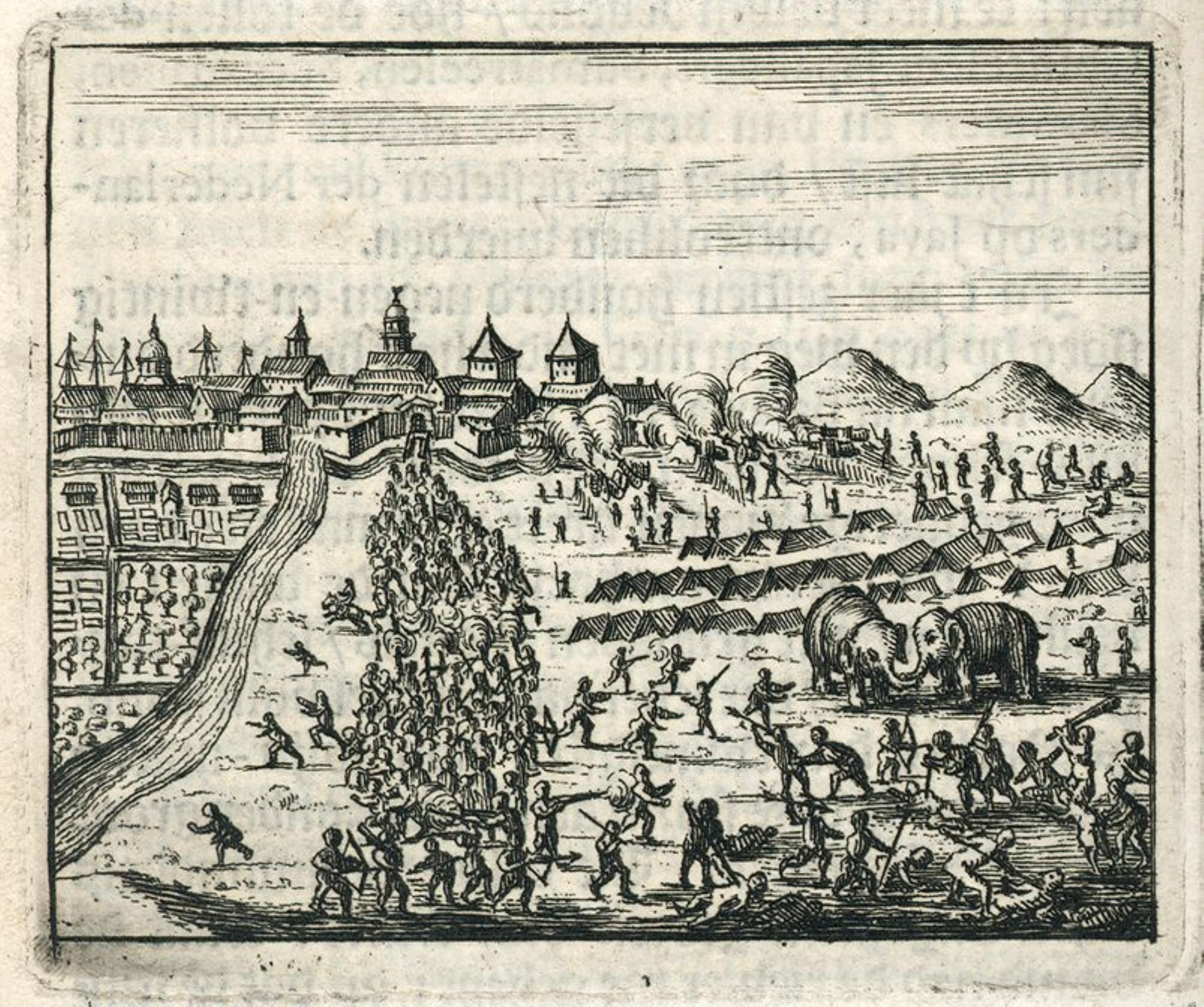
Облога Батавії султанатом Матарама в 1629 році

Для збільшення виробництва рису і нового експортного товару — цукру, в 1629—1631 рр. в Бантені був проведені великі роботи по прокладанню каналів, будівництву дамб тощо. Основним покупцем цих товарів були англійці, тоді як китайські купці та поселенці в селищі Келападуа були основними виробниками і створили, можливо, першу плантацію цукру на Яві. Цукровий очерет був звичною рослиною на Яві з давніх часів, оскільки зображення цукрового очерету можна знайти ще на барельєфі Боробудура 9 століття н. е. Однак це був перший випадок, коли вирощування цукру в країні досягнуло таких великих масштабів в формі плантацій.

У 1635 році король Абу аль-Мафахір назвав свого сина принца Пекіка (Абу аль-Маалі Ахмада) своїм співправителем. У наступному році Бантен уклав мирний договір з Батавією, що був ратифікований в 1639 році. У 1636 р. правитель Бантена вперше направив посланця до Мекки, а через два роки дипломатична делегація повернулася з повідомленням про те, що Великий Шаріф Мекки Зайд ібн Мухсін надав суверену Бантена престижний титул «Султан». Це був перший султанський титул, офіційно присвоєний Меккою яванському королю, що викликало ревнощі могутнього короля Матарама Чакракусума Агунга, який згодом також відправив посланців до Мекки щоб отримати і собі цей заповітний почесний титул ісламського світу:35.

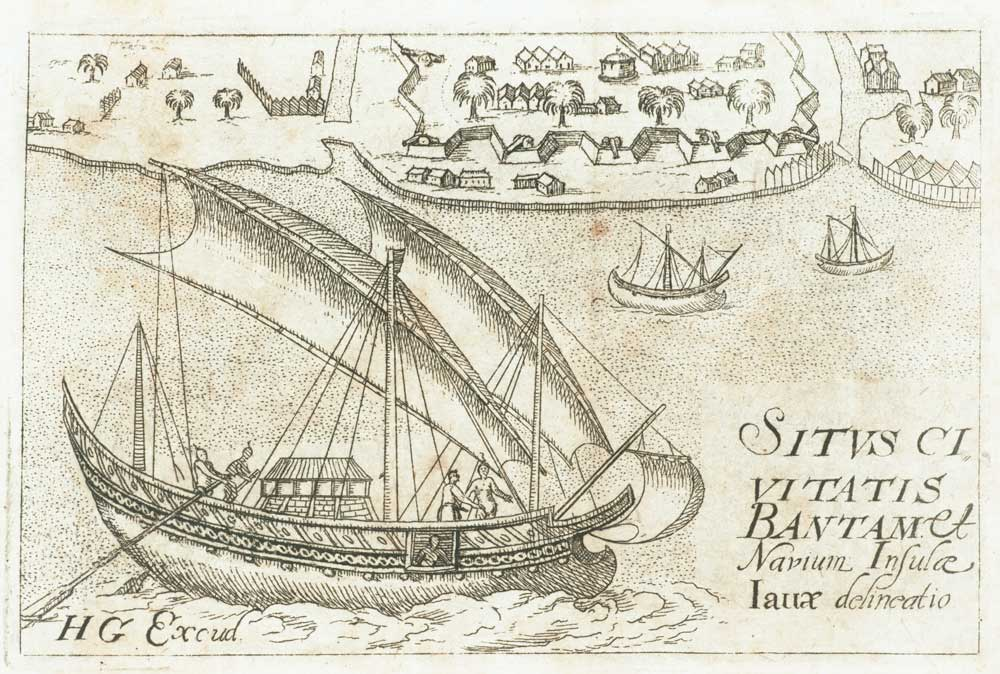
Трищогловий яванський джонг прибув до Бантена. 1610 р.

Ратифікація мирного договору в 1639 р. змусила Бантен визнати державу Батавія, відмовитись від усієї торгівлі з Молуккськими островами, а її кораблі повинні були отримувати дозвіл на пропуск, виданий Батавією. В обмін на це Батавія зняла блокаду з Бантена, збільшила з ним свою торгівлю та забезпечила нейтралітет, якщо не допомогу Голландії у випадку можливої в майбутньому атаки з боку Матарама.
Султан Абу аль-Мафахір реалізовував політику децентралізації, яка дозволила купцям купувати товари безпосередньо з суматранських портових колоній Бантена, таких як Бенгкулу, Сілебар, Семанга та Лампунг. Відчувши переваги вільної торгівлі, ці порти почали прагнути звільнитись від влади Бантена; Бенгкулу повстав у 1640 році, а Лампунг у 1641 і 1644 роках, проте усі повстання були подавлені Бантеном за допомогою сили.
Голландці і далі продовжували посилюватись в регіоні. В 1641 р. їм вдалося захопити у португальців Малакку, що призвело до розпорошення португальських купців по інших місцях. Деякі з них знаходять притулок у Макассарі, котрий використовував своїм королем для налагодження торгівлі у Східній Індонезії.
1640-ті роки були для Бантена мирним часом, який високо цінували купці. Неперервний потік човнів постачав з Бантена до Батавії сільськогосподарську продукцію — від кокосової олії, ротанга, яєць до цукру. Після англійців своє торгове представництво в Бантені відкрили датчани. І ті і інші відкрили торгові представництва в Бантені і в портах на узбережжі Індостану та відродили колись процвітаючу торгівлю індійськими барвистими тканинами. Проте, колишня масштабна і прибуткова торгівля з Китаєм так і не відновилася, оскільки її повністю перебрала на себе Батавія.
Тим не менше, держава Бантен повернула собі престиж важливої торгової країни на архіпелазі. У міру відновлення багатства Бантен встановив дипломатичні відносини з сусідніми королівствами; від Палембанга, Ачеху, Джохора, Індрагірі, Матарама, Балі та Макассара до відправлення посланника на узбережжя Короманделя:37.

Торгівля з англійцями та данцями дозволила Бантену купувати зброю та розвивати війська навчених мушкетерів, вдосконалювати міські укріплення та закуповувати гармати. 1644 року прибув посол Матараму з пропозицією союзу, яка була відхилена Бантеном, що поклав своє око на Чиребон. На той час Чиребон був васальною державою Матарам і її найзахіднішою провінцією. Історично Бантен і Чиребон були пов'язані через їхнього спільного батька-засновника Сунана Гунунгджаті, і Бантен вважав, що ослаблений нині Чиребон має по праву належати до сфери впливу Бантена.

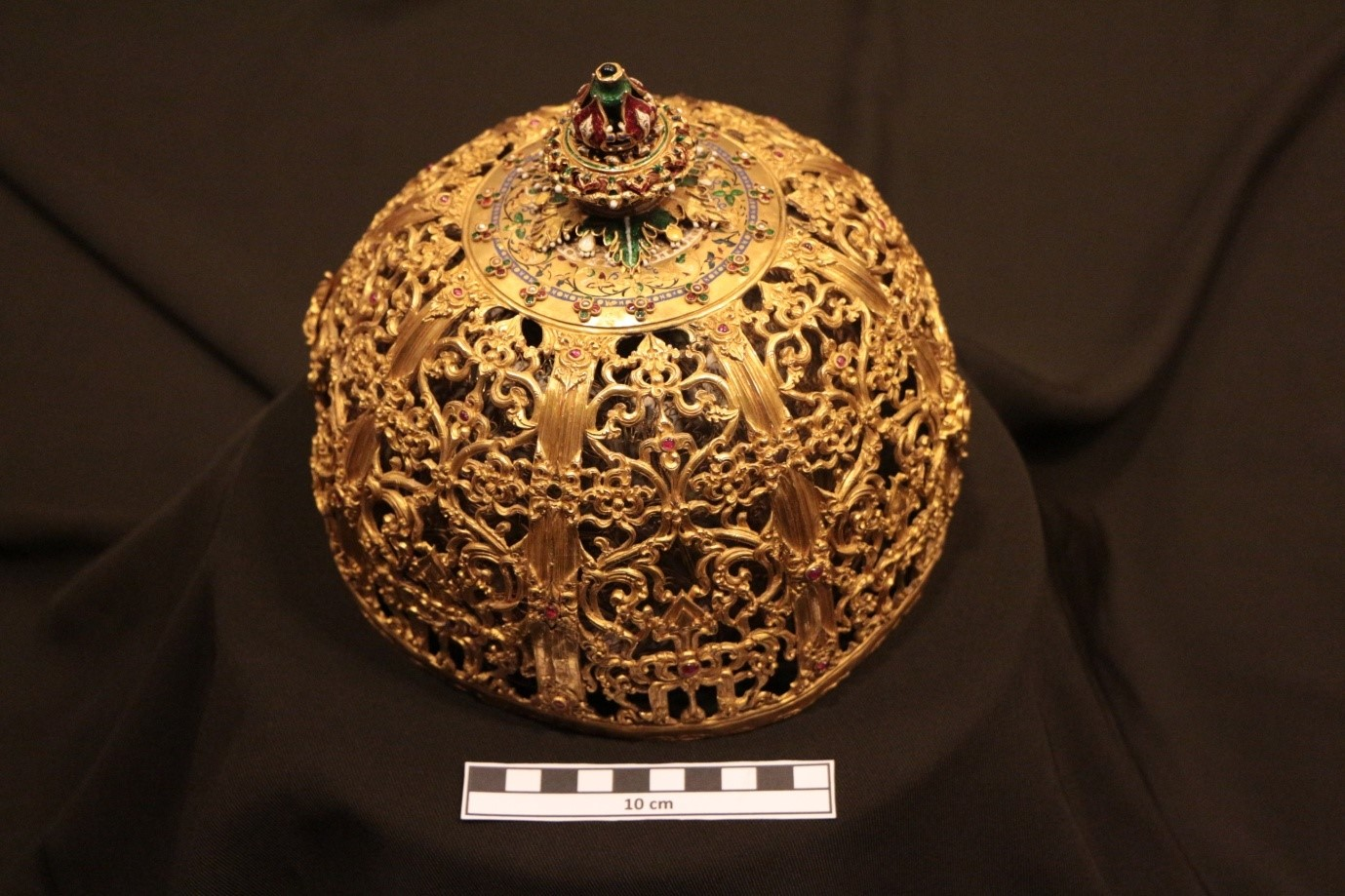
Золота корона Султана Бантена

У 1650 р. до Бантена прибули дві дипломатичні місії з Матараму, які вимагали від суверена Бантена визнати сюзеренітет короля Матараму. Була скликана Велика рада, в результаті якої в Матарам була надіслана відповідь, що султан Бантена визнає своїм сувереном лише одного государя — Великого Шаріфа Мекки. У відповідь на цю відмову Матарам швидко відправив з Чиребону флот із 60 кораблів з військами для вторгнення в Бантен. Морська битва відбулася біля узбережжя Танари, на півдорозі між Бантеном і Батавією. Бантенський флот переміг і зумів розбити чиребонські кораблі, що призвело до згубної поразки сил Чиребона та Марарама. Ця війна 1650 року стала знана як Війна Пагаража або Війна Пачиребонан:38.
Також у 1650 році спадкоємець і співправитель Абу аль-Маалі помер, так і не зійшовши на престол, щоб заступити свого батька Абу аль-Мафахіра. Його наступником був обраний син Маалі, принц Сур'я, майбутній султан Аген Тиртаяса. Через рік, у 1651 році старий султан Абу аль-Муфахір також помер, таким чином у віці 25 років султан Агунг замінив свого діда і став єдиним государем Бантена.

### Султан Агунг Тіртаяса. Золота доба

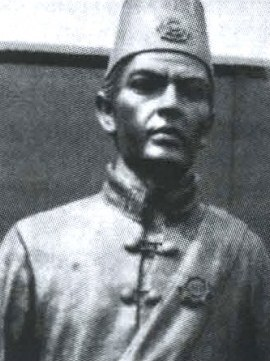
Султан Агунг Тіртаяси

Молодий князь Сурія правив під іменем «султан Агунг», успадкувавши королівство від свого діда в досить сприятливому стані — об'єднане, шановане сусідами і процвітаюче. Прем'єр-міністром він обрав свого близького друга Кяя Мангунджаю. Під час його правління Бантен і султанат Матарам суперничали за домінування в регіоні, тоді як Чиребон застряг посередині. Хоча Матарам ніколи не нападав на Чиребон, з 1619 року Чиребон де факто перебував під впливом Матараму і поводився як васал. Султан Матараму ще раз спробував нав'язати свій сюзеренітет Бантену, хоча в цей раз непрямим шляхом: він запропонував заручини свого сина і спадкоємця з дочкою Агунга. Пропозиція була відхилена султаном Бантена.
У 1651 р. в Європі розпочалась англо-голландська війна, які згодом позначилися на відносинах Батавії та англійським торговим представництвом у Бантені. Війна супроводжувалась жорстокою торговою конкуренцією та сутичками між Голландською Ост-Індською компанією та Британською Ост-Індською компанією . Голландська Батавія вкотре взяла в блокаду Бантен, оскільки порт був центром британських торгових інтересів на архіпелазі. Цього разу Бантен був досить потужним, щоб протистояти примусу Батавії, хоча і не на рівних. Бантен застосував опосередковану партизанську тактику, атакуючи голландські кораблі в морі палаючими брандерами та розорюючи сільськогосподарські угіддя навколо Батавії :42.

У 1656 році китайські купці як Бантена, так і Батавії виступали посередниками в мирних переговорах між двома містами, що призвело до укладання угоди через три роки за посередництва королівства Джамбі. Бантен вимагав права відновити торгівлю з Молуккськими островами та Малайським півостровом, тоді як Батавія вимагала екстрадиції втікачів, які знайшли притулок у Бантені. Мирний договір був підписаний в 1659 році.

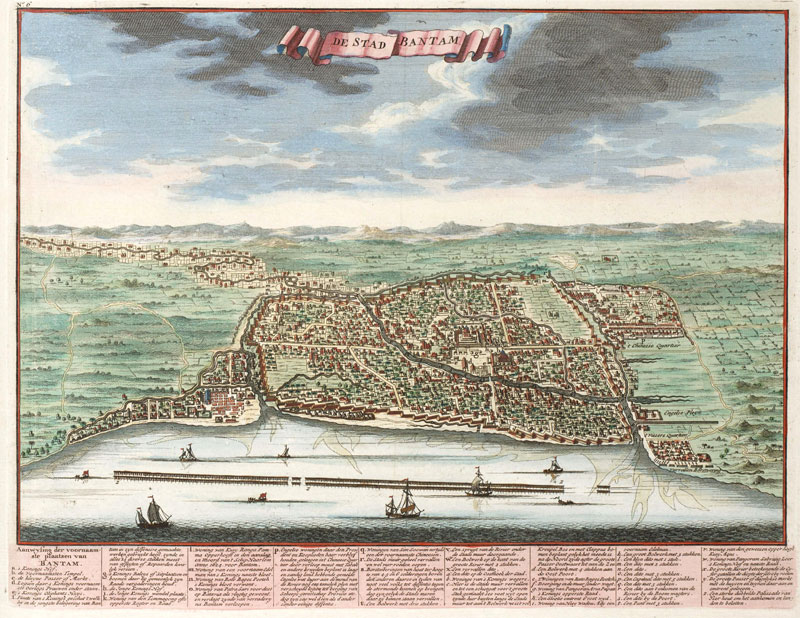
Місто Бантам, гравюра Франсуа Валентійна, Амстердам, 1726 р.

З 1653 р. султан Агунг Тіртаяса розпочав сільськогосподарську реформу, зокрема шляхом закладення нових поселень вздовж річки Цисадан прямо на околиці Батавії. Тисячі гектарів землі очищаються і засаджуються кокосовими пальмами, а близько двадцяти тисяч людей переселяються в нові поселення. Розвиток також зачепив землі вздовж північного узбережжя між Бантеном та Батавією. Проєкт зрошення був реалізований в Танарі між 1663 і 1664 роками, зокрема був проритий канал до річки Пасілян і з'єднаний з Цисаданом. Другий етап робіт у 1670—1672 роках включав розвиток регіону між Танарою та Понтангом, включаючи будівництво двох каналів та дамб для зрошення нових рисових полів, які обробляли десять тисяч нових поселенців. Останнім етапом між 1675 і 1677 роками була розчистка та зрошення земель між Бантеном та Аньєром. Масштаб робіт був надзвичайно великим і простягався від околиці Батавії до Анієра на західному узбережжі Яви, було прорито 40-кілометровий канал, побудовано щонайменше 3 дамби, понад 40 000 гектарів земель перетворено в сау, переселено близько 30 000 людей і була створена велика кількість селищ та два нових міста. 1678 року султан Агунг звів новий палац у самому центрі нещодавно вдосконалених земель у селі Тіртаяса :43. Сам термін «Тіртаяса» означає «управління водними ресурсами» або «гідравліка», що належним чином описує проєкт Султана, що був його гордістю. Через цю нову ідилічну сільськогосподарську територію султан отримав своє прізвисько і став відтоді відомим як Султан Агунг Тіртаяса .
В 1660-х роках Батавія і Бантен перейшли до експансіоністської політики. Батавія вторглася в Палембанг в 1659 році і в Макасар на о. Сулавесі в 1661 році. Своєю чергою султан Агунг Тіртаяса в 1661 році поширив правління Бантена на Ландак у Західному Борнео. Раніше Макасар за допомогою португальських купців налагодив торгівлю з іспанцями в Манілі, які розраховувались сріблом з Південної Америки, що доставлялось на Філіппіни з Акапулько знаменитими манільськими галеонами. Після захоплення Макасара, голландці вигнали португальців з міста. Незабаром Бантен дізнається про цю торгівлю з іспанцями та підхопить те, від чого відмовився Макасар. Починаючи з 1663 року, навантажене перцем та іншими товарами торгове судно з Бантена щороку припливало до Маніли і обмінювало товари на іспанську срібну готівку. Налагодження торгівлі сріблом з іспанською Манілою та будівництво каналів для плантацій кокосової пальми та цукру належать до найбільших здобутків султана Агунга.

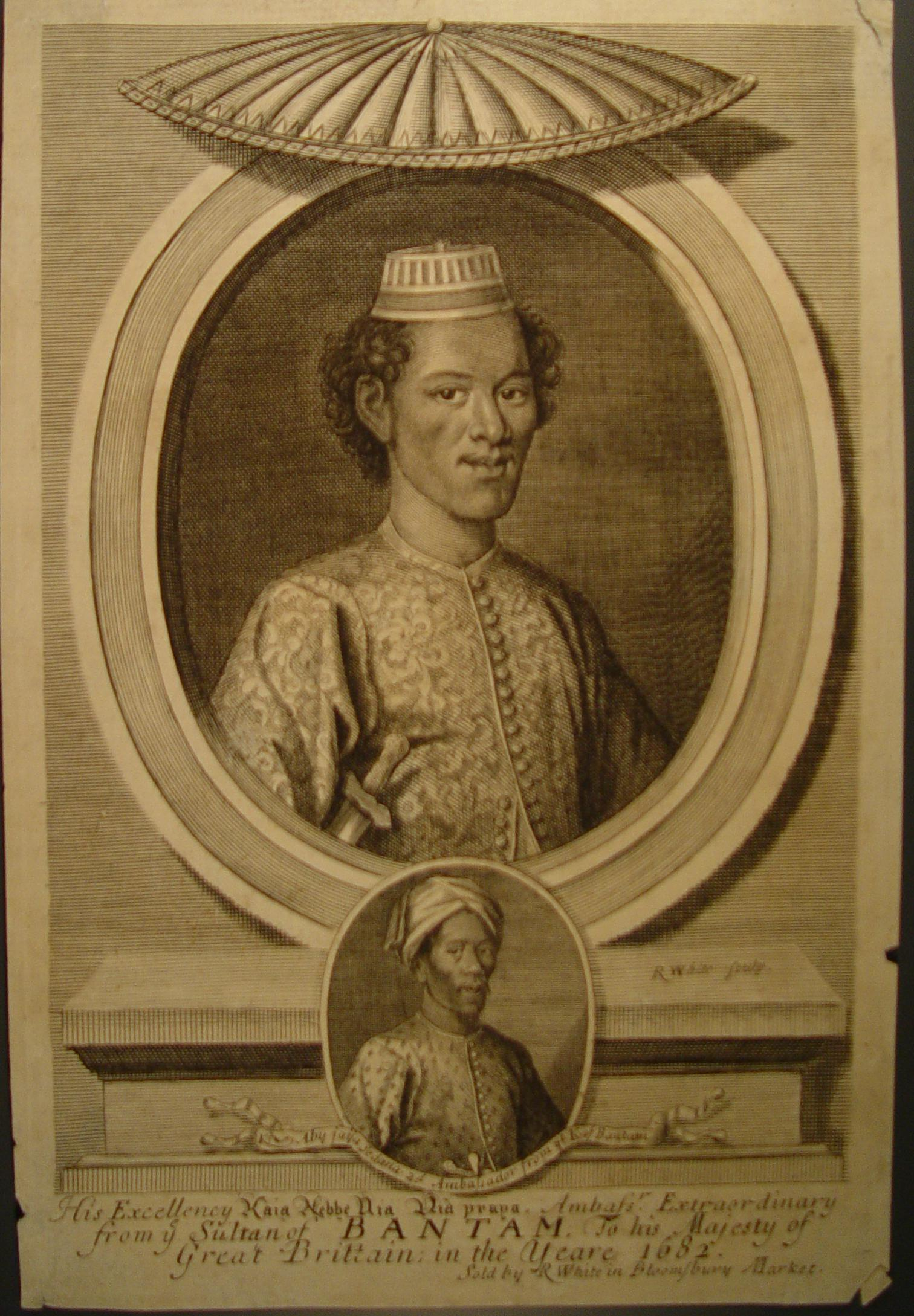
Кайа Неббе Айя Віапрапа, один з двох послів Бантена до короля Англії у 1682 р.

Агунг призначив китайця на ім'я Кайцу міністром зовнішньої торгівлі та одночасно сіхбандаром (керівником порту) Бантена. Набувши довіри Султана, він запропонував оживити економіку Бантена шляхом створення власного флоту торгових кораблів. Раніше Бантен лише виконував роль торгового порту, тоді як активну комерційну роль відігравали купці, підприємці та торгові компанії. Використовуючи англійських торговців в якості консультантів, сіхбандар будував кораблі та набирав екіпажи, як з місцевих жителів, так і іноземців, для створення торгового флоту, скопійованого за європейським зразком. Нове європейське судно було замовлене у належній англійцям корабельні в Рембангу, поблизу району виробництва тикового дерева на півночі Яви, тоді як деякі вживані кораблі були придбані у арабських, японських та європейських торговців. В 1660-х роках Бантен зміг конкурувати з європейськими компаніями за торгівлю в Індійському океані та Південно-Китайському морі. У 1666 р. бантенська джонка відплило до Тонкіна, відновивши стародавні торговельні зв'язки з материковим Китаєм. Бантен зміг торгувати безпосередньо з Меккою, Гуджаратом, узбережжям Короманделя, Бенгалією, Сіамом, Камбоджею, В'єтнамом, Китаєм, Тайванем та Японією, а також створив факторії в Сураті і навіть Лондоні :49.

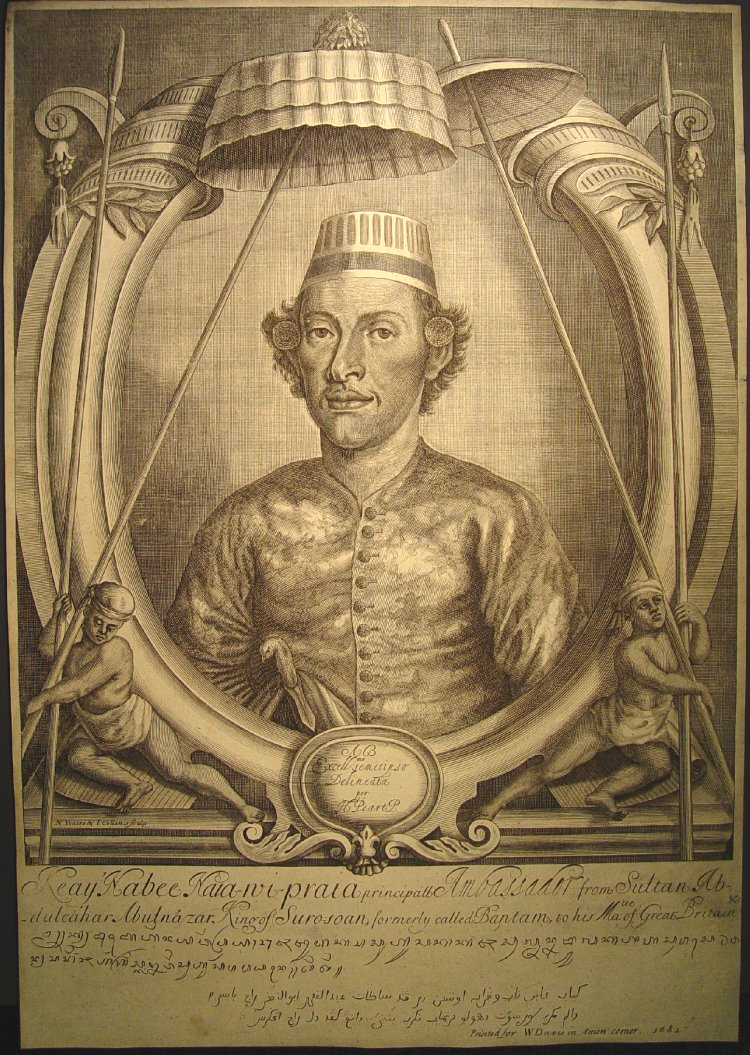
Кеай Нгабе Кайяніпрайя, один з двох послів Бантена до короля Англії у 1682 р.

Політика вільної торгівлі на фоні закриття багатьох місцевих портів створила Бантена привабливим для торгівельних країн. У перші роки правління султана Агунга лише англійці та голландці мали постійний торгові пункти у Бантені. До 1670 року до них приєдналися данські, французькі, португальці з Макао та китайці із Амой та Тайваню. Щобільше, англійські, данські та португальські торгові кораблі з Індії відновило торгівлю архіпелагу з узбережжям Короманделя, оскільки велика кількість індійських торговців повернулася до Бантена продавати свої тканини :52.
У міру процвітання економіки зростав і політичний вплив. Відбувся офіційний обмін листами з правителями Англії, Данії, Франції, португальських Гоа та Макао, Аравії, Китаю, Японії, Сіаму та Камбоджі. Дипломатичні місії були відправлені в Англію та Аравію, сина Султана направили в Мекку на власному кораблі Бантена. :52 Сяючий престиж двору Бантена на всьому архіпелазі змусив регіональних правителів звертатися до Бантена за допомогою та посередництвом у певних питаннях, таких як участь Бантена в політичній справі Чиребона.
На той час Бантен мав сприятливі стосунки з Чиребоном. З іншого боку, відносини Чиребона з їх сюзереном Матарамом були напруженими. Напруга завершилася стратою короля Чиребона Панембахана Гірілая в Плереді, тоді як князі Чиребона були взяті в заручники в Матарамі. Принц Вангсакерта з Чиребона поїхав до Бантена шукати допомоги у справі звільнення своїх братів. Тіртаяса погодився допомогти Чиребону і розглядав це як можливість посилити вплив Бантена на Чиребон. Скориставшись можливістю повстання Труноджойо проти Матараму, султан Агунг Тіртаяса таємно підтримав повстання і зумів послабити Матарам і захистити двох чиребонських принців.
У 1677 році Тіртаясі вдається домогтися передачі Бантену чиребонських принців, які утримувались заручниками в Матарамі. Султан Агунг Тіртаяса побачив можливість нав'язати через них вплив Бантена на Чиребон. Він коронував обох принців султанами, принца Мертавіяя як султана Касепухана, а принца Кертавійя як султана Каномана. Таким Бантен розділив Чиребонський султанат на кілька дрібних держав і ослабив його. З іншого боку, принц Вангсакерта, який воював 10 років, отримав лише невеликий титул та маєток. Хитра стратегія розділення мала на меті послабити Чиребон і перешкодити Чиребону стати союзником Матараму і стати загрозою для Бантена в майбутньому, як це було зроблено під час війни з Пагаражем. У 1670-х роках, після громадянської війни в Матарамі, Чиребон де факто перетворився на васала Бантена.
Однак Батавія не бажала могла собі дозволити мати поруч занадто могутній Бантен. Голландці, об'єднавшись з Матарамом, розпочали дворічну війну, в результаті якої змусили Бантен відмовитись від контролю над Чиребоном. Розгромлений і розчарований, султан Агунг відступив до свого маєтку в Тіртаясі, відійшов від урядових справ, залишивши керівником свого сина, Абдулкахара (Abdulkahar):53, якого називали султан Хаджі через здійснений ним хадж до Мекки.

### Громадянська війна і занепад

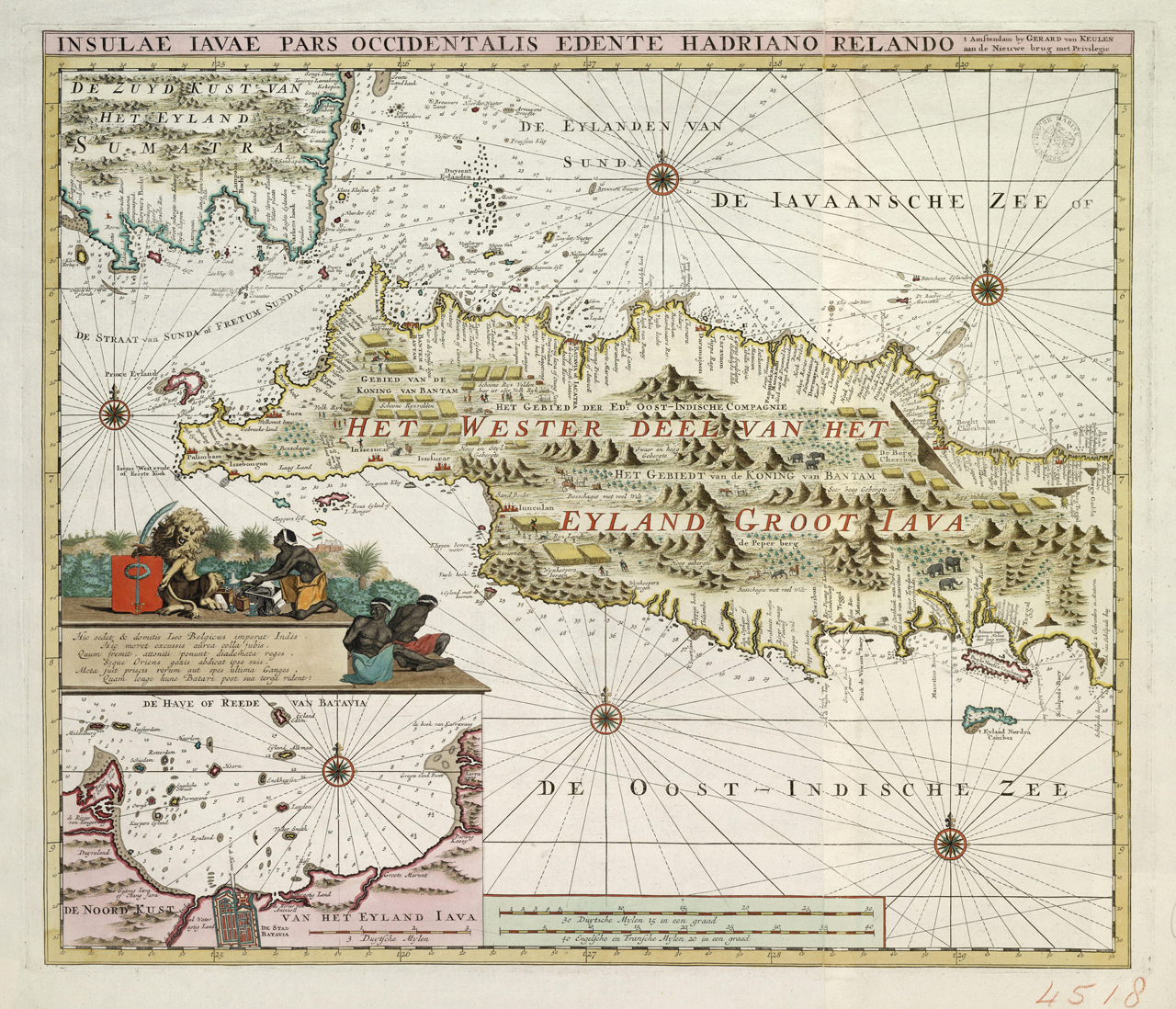
Голландська карта західної частини о. Ява. Позначені території Бантена

Між султаном Агунгом Тіртаясою та його сином та співправителем султаном Хаджі спалахнули палацові суперечки. Султан Агунг хотів підтримувати політику вільної торгівлі з усіма європейськими державами, але його син бажав тісних стосунків з голландцями в Батавії. Позицію Агунга можна побачити з його листа до данського короля, в якому він пропонує Данії закуповувати перець у Бантена в обмін на вогнепальну зброю та порох.
На відміну від свого батька, султан Хаджі не хотів продовжувати боротьбу і прагнув укласти мир з Батавією. Султан Хаджі, розгніваний критикою його політичної позиції з боку лояльних до свого батька придворних чиновників, вимагав відсторонення прем'єр-міністра Мангунджая. Старий султан Тіртаяса, щоб продемонструвати свою підтримку синові та намагаючись уникнути будь-якого конфлікту, погодився на вигнання свого політичного наставника, лише щоб дізнатись, що через кілька тижнів його вірного давнього друга було вбито :53.
У 1682 році розгніваний смертю свого друга, король покинув свій маєток у Тіртаясі і повернувся назад до королівського міста Бантен з метою відібрати владу у свого сина. Султан та його вірні чиновники штурмували палац.
Молодий султан відступив і сховався у фортеці, яку двома роками раніше він збудував на території палацу у Бантені за планом, розробленим Хендріком Лукашем Кардеелем, голландцем-ренегатом, який став радником султана Хаджі. Оточеному всередині своєї фортеці Хаджі вдається надіслати повідомлення до Батавії з закликом голландців негайно втрутитися.
Голландці були дуже раді дізнатися про кризу в стані свого суперника. Побачивши можливість отримати контроль над політичним життям Бантена, вони оперативно відправляють голландський флот на допомогу молодому султану. Голландці звільнили султана Хаджі, тоді як його батько зі своїми людьми відступив в глибину острова, щоб реорганізувати свою боротьбу проти султана Хаджі та голландців. Громадянська війна тривала протягом декількох років.
Через рік громадянської війни між старим султаном та коаліцією Хаджі і Голландської ОІК, Агунг Тіртаяса був вимушений здатися. Спочатку його тримали в полоні в Бантені, пізніше в Батавії, де він і помер у 1692 році. В обмін на допомогу голландці вимагали від султана Хаджі значних поступок — вигнання всіх іноземців з Бантена, встановлення голландської монополії на торгівлю перцем і право на створення голландського гарнізону в Бантені. Згодом голландці зруйнували укріплення Бантена і збудували власний форт Шпеельвійк прямо біля входу в порт :53.
Результат громадянської війни та участі в ній Батавії був згубним для Бантена — Голландська ОІК здобула Богорське та Прианганське нагір'я (нині Західна Ява) і значно обмежила владу Бантена, фактично перетворивши його на власний протекторат. Хоча номінально Бантен залишався незалежним, він був позбавлений повноцінного суверенітету.

У наступні роки, попри випадкові повстання, Бантен був змушений виконувати наказ Батавії і перетворився на протекторат або клієнтську державу Голландської ОІК. Вплив Бантена за кордоном також значно зменшився. У 1752 р. голландці анексували території на західному Борнео та південній Суматрі, що раніше належали Бантену.

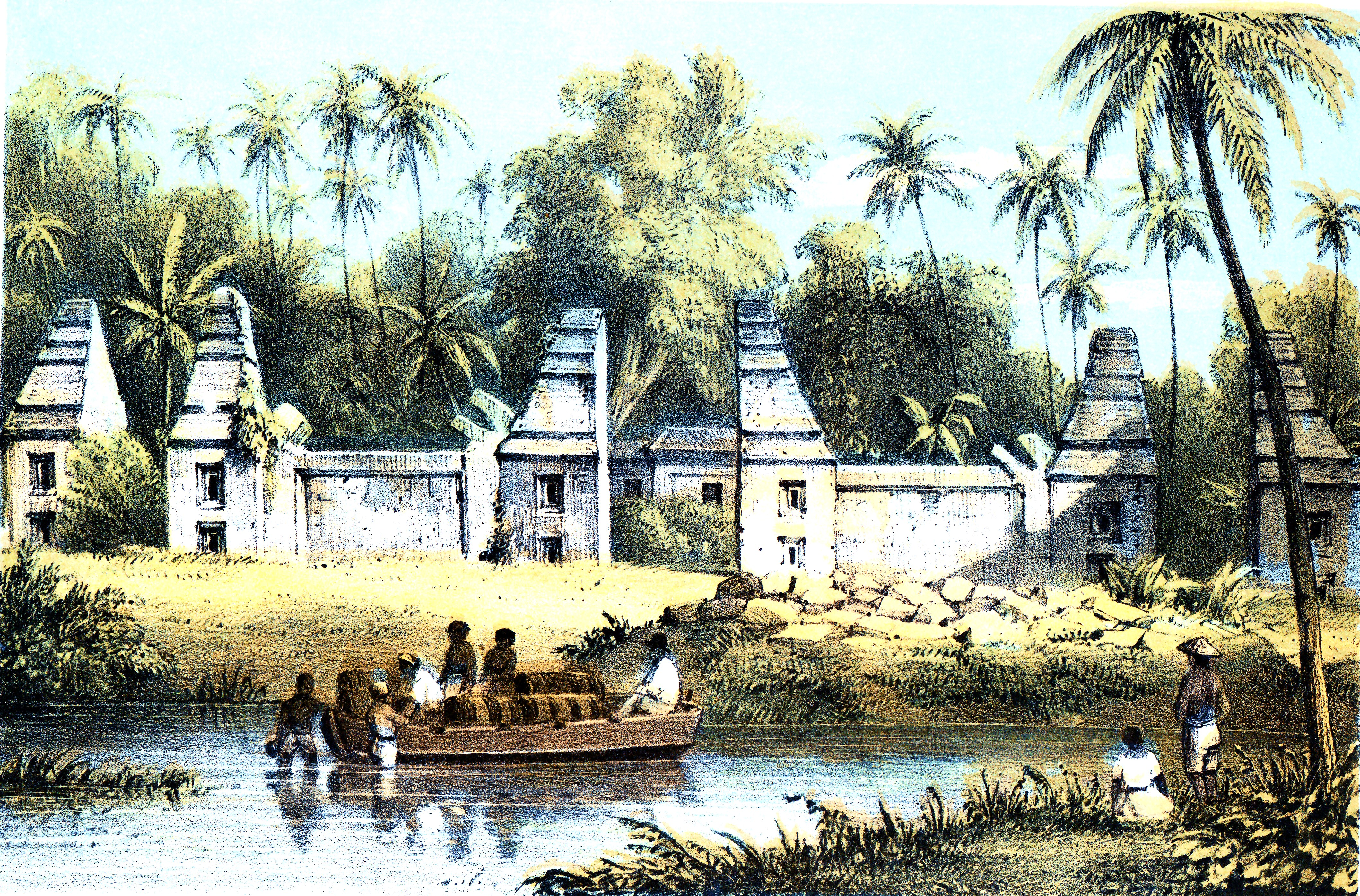
Руїни султанського палацу в 1859 р.
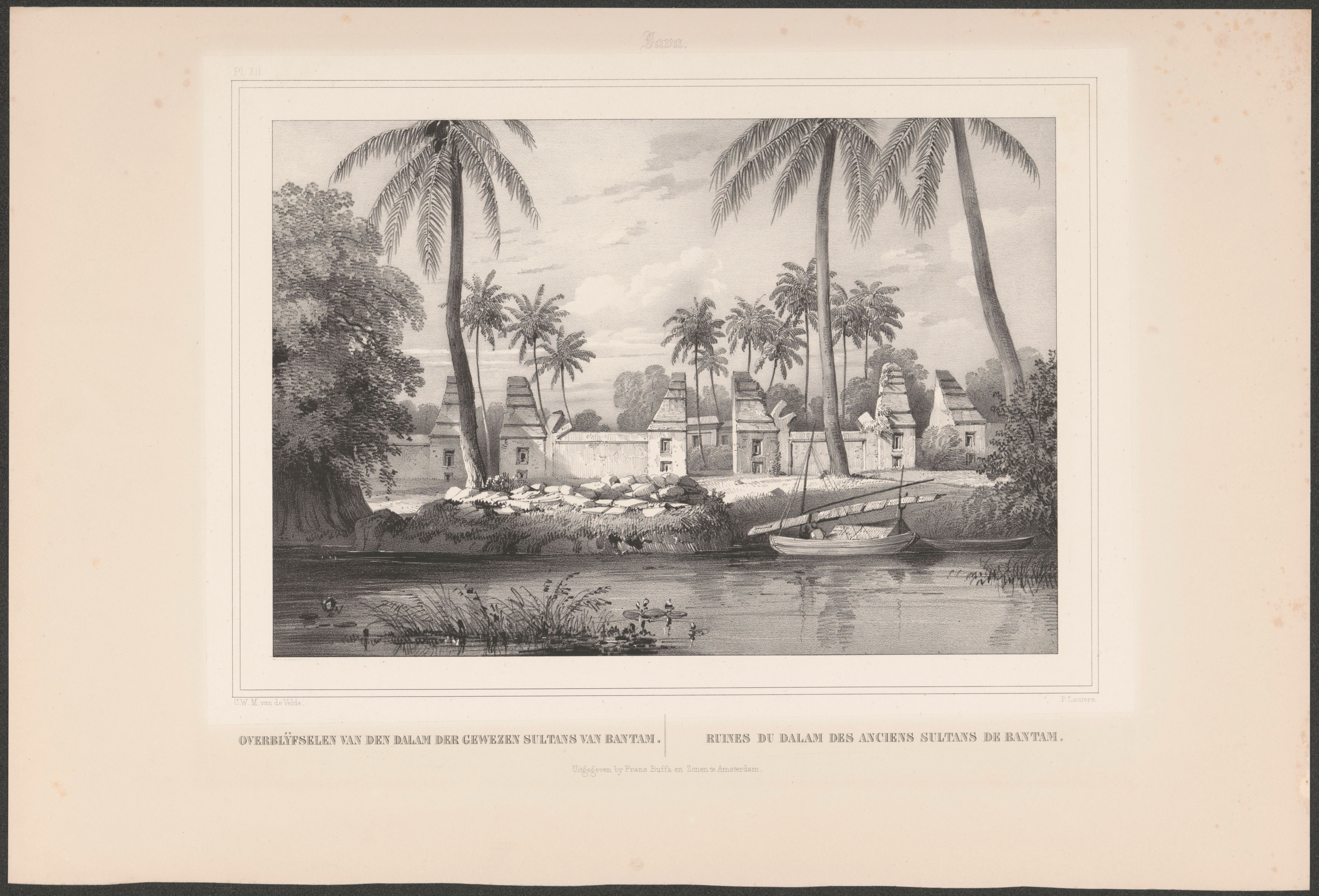
Руїни палацу султана Бантена в XIX ст.
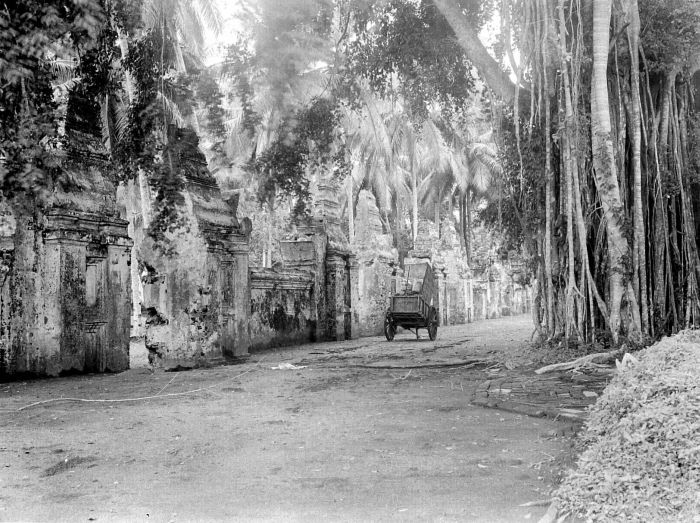
Руїни палацу Кайбон, резиденції королеви-матері султана Бантена.

### Анексія Голландською Ост-Індією

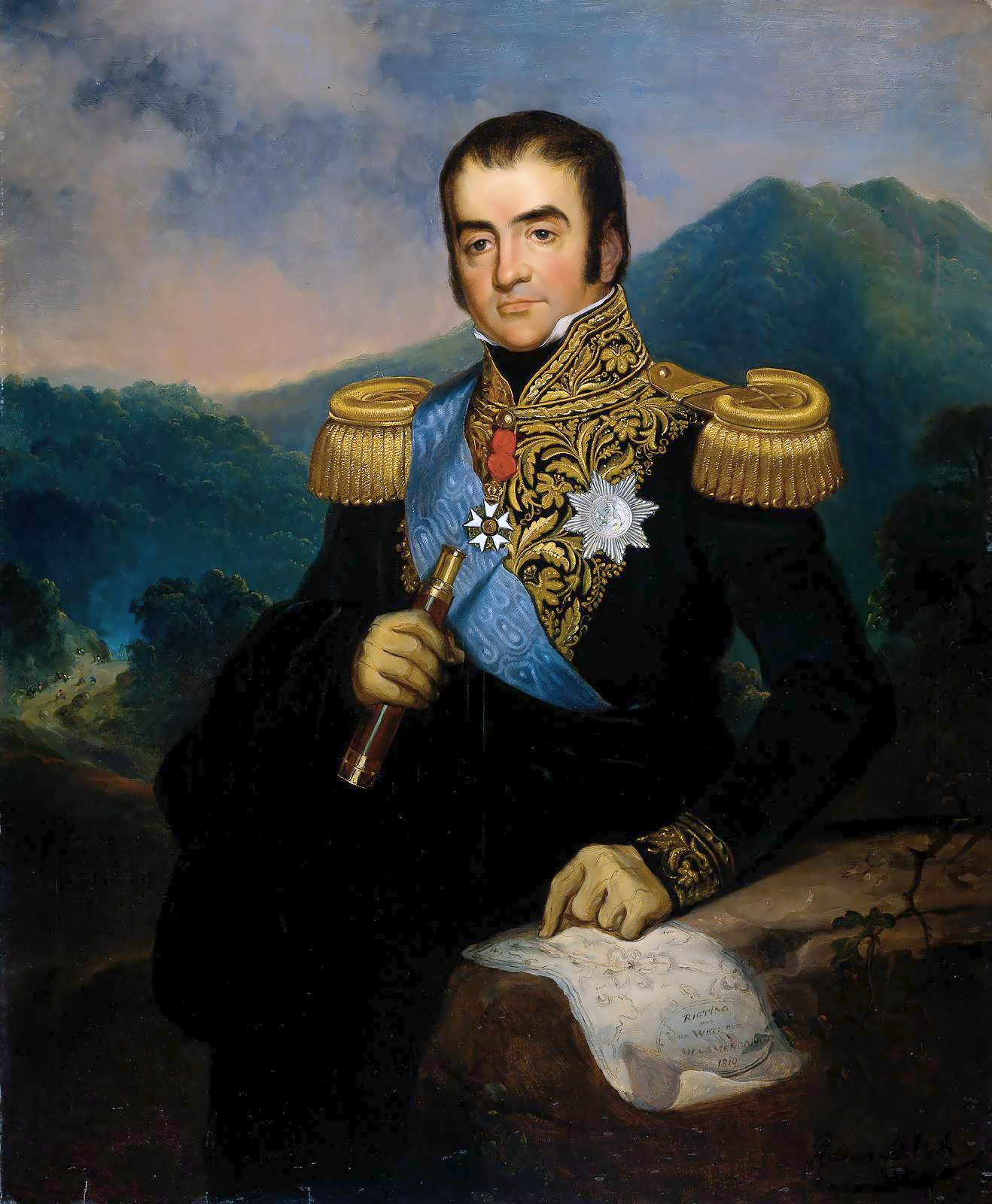
Голландський генерал-губернатор Герман Віллем Даендельс. 1808 року він наказав анексувати Султанат Бантен. Це ознаменувало кінець чотирьохсотлітнього султанату та початок прямого голландського панування в регіоні протягом наступних 150 років

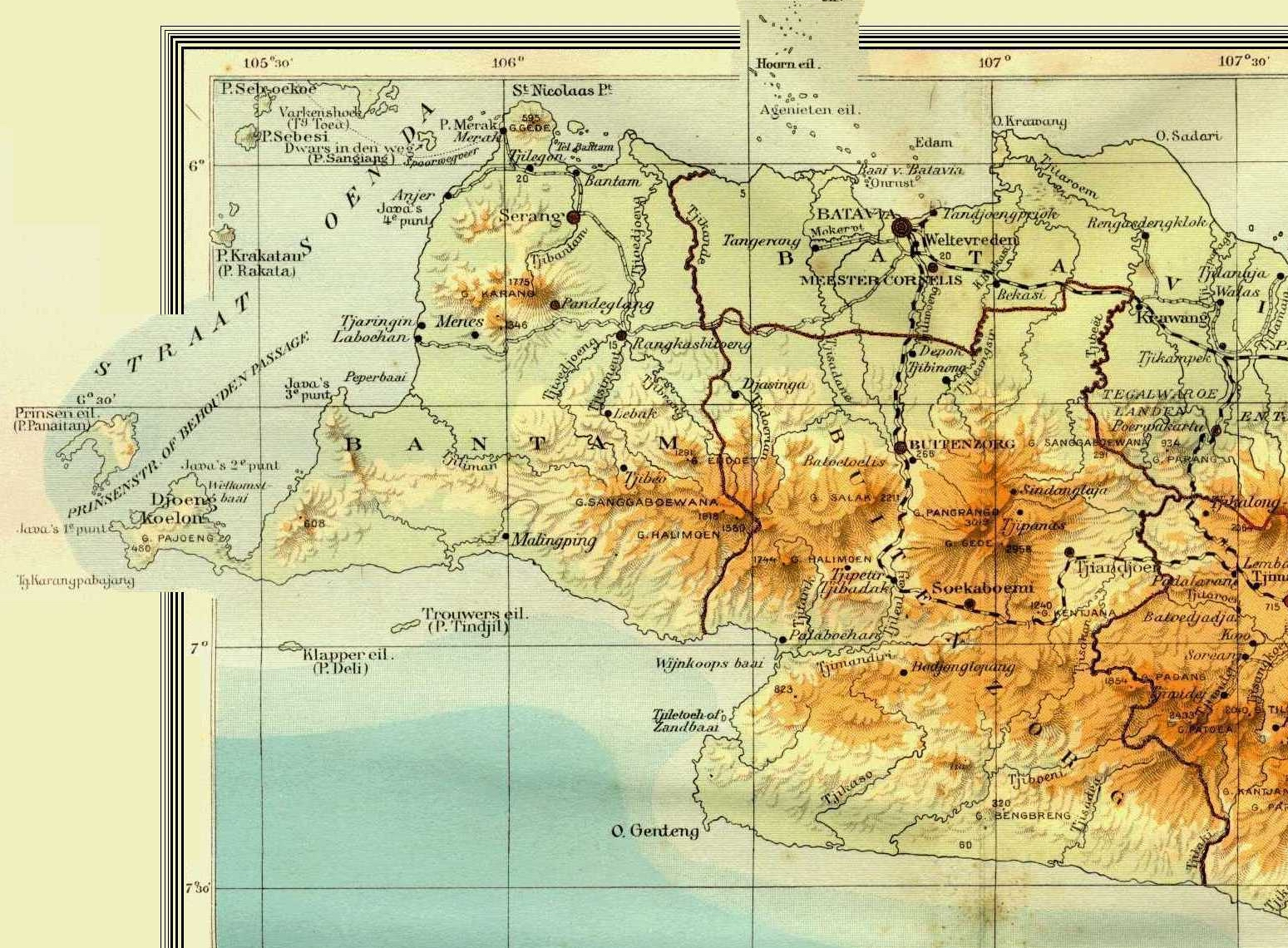
Провінція Бантен Голландської Ост-Індії в 1808 р. — поруч з сусідніми провінціями Батавією (нині Джакарта) та Буйтензоргом (нині Богор)

Після правління султана Хаджі наприкінці 17 століття Бантен втратив більшу частину своєї влади на користь голландської Батавії. Правда, султанат все ще продовжує існувати протягом 18 століття з правлінням неперервної лінії султанів Бантена, але це була лише тінь його колишньої слави космополітичного портового міста. На той час Бантен був повністю затьмарений сусіднім портовим містом Батавія, і його розглядали як клієнтську державу або протекторат ОІК.

В 1800 році відбулася серйозна зміна — голландська Ост-Індська компанія збанкрутувала, а її володіння були націоналізовані Нідерландами в якості колонії під назвою Голландська Ост-Індія.
У 1808 р. Герман Віллем Даендельс, генерал-губернатор Голландської Ост-Індії в 1808—1810 роках доручив будівництво Великої поштової дороги для організації захисту Яви від вторгнення британців. Даендельс наказав султану Аліюддіну II з Бантена перенести столицю в Аньєр і забезпечити робочою силою для будівництва нового порту, який планувалось побудувати в Уджунг-Кулоні. Султан відмовився виконувати наказ Даендельса, у відповідь Даендельс наказав захопити Бантен та знищити палац Суросован. Султан разом зі своєю сім'єю був заарештований у Пурі-Інтані і ув'язнений у форті Шпеельвійк, а згодом відправлений у вигнання в Амбон.
22 листопада 1808 р. Даендельс оголосив зі своєї штаб-квартири в Серанзі, про анексію Султаната Бантен і включення його території до складу Голландської Ост-Індії.
Під час наполеонівських війн в Європі, між 1811 і 1815 роками уся голландська Ява була окупована британцями. 1813 року віце-губернатор британської Яви сер Томас Стемфорд Раффлз примусив султана Мухамада Сяфуддіна до зречення від свого престолу. Це зречення остаточно засвідчило той факт, що Султанат Бантен припинив своє існування.

### Сучасність
У березні 1942 року японці вторглися на острови Індонезії, вигнали голландців та окупували Бантен. Після капітуляції японців у серпні 1945 року колишня Голландська Ост-Індія проголосила незалежність як Республіка Індонезія.
Після отримання Індонезією незалежності, територію Бантена було включено до провінції Західна Ява. Однак сепаратистські настрої зрештою призвели до створення у 2000 році окремої провінції Бантен.

## Економіка

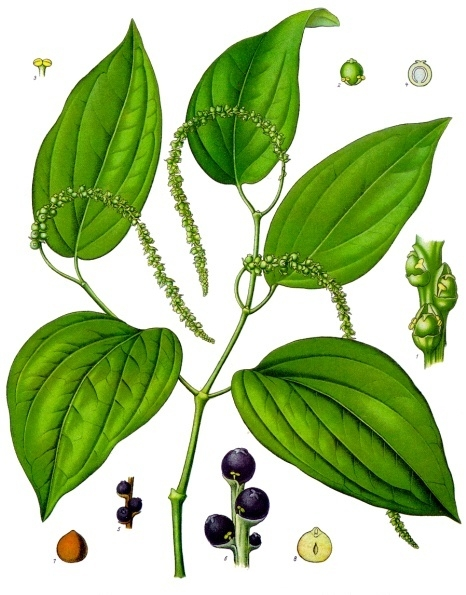
Piper nigrum, основний товар Бантена.

Економіка султанату будувалася головним чином на його найважливішому товарі — чорному перці, таким чином, його міжнародна торгівля переважно складалась з цього продукту. Принаймні з 13 століття, у китайських записах Чжу Фан Чжі згадується, що район обох сторін Зондської протоки з головним портом Сін-то (Сунда) — який, ймовірно, відноситься до порту Бантен, був відомим як виробник відмінного перцю. Перець був одним з головних товарів ще попередника Бантена — стародавнього індуїстського королівства Сунд, тож мусульманський Бантен просто перебрав налагоджену торгівлю перцем у свого індуїстського попередника. Справді, саме перець приваблював іноземних торговців до Бантена, від китайців і арабів до португальських, голландських, англійських та данських купців що вели свою торгівлю у портовому місті.
Торговці з Китаю, Індії, Туреччини, Португалії, Англії, Данії та Нідерландів були частими гостями гавані Бантен. Спеції, шовк, китайська кераміка, золото, ювелірні вироби та інші азійські товари приваблювали європейських купців. Бантен був піонером міжнародної торгівлі.
Данські купці прибували в пошуках перцю до Бантена з Транквебара. Торговельні відносини підтверджуються двома листами, написаними султаном Агунгом Тіртаясою Фрідріху III Данському.

## Релігія
Бажання поширювати віру ісламу було, можливо, однією з головних причин, що спонукала королівство Demak захопити Бантен в 1527 році та замінити стародавнє індуїстське королівство Сунд новим ісламським королівством :24. Хоча, могла бути і прагматичніша причина — бажання запобігти мусульманським конкурентам, португальським християнам з Малакки, встановити свою базу на Яві. Роль мусульманських проповідників, що звертали свою активність на правлячу верхівку також була дуже важливою для розповсюдження ісламу по індонезійському архіпелагу в XV—XVI століттях. У той час іслам також мав перевагу в тому, що він був головною вірою азійського купецького класу, який створив свою торгову мережу від узбережжя Аравії до Індії і Індонезії.

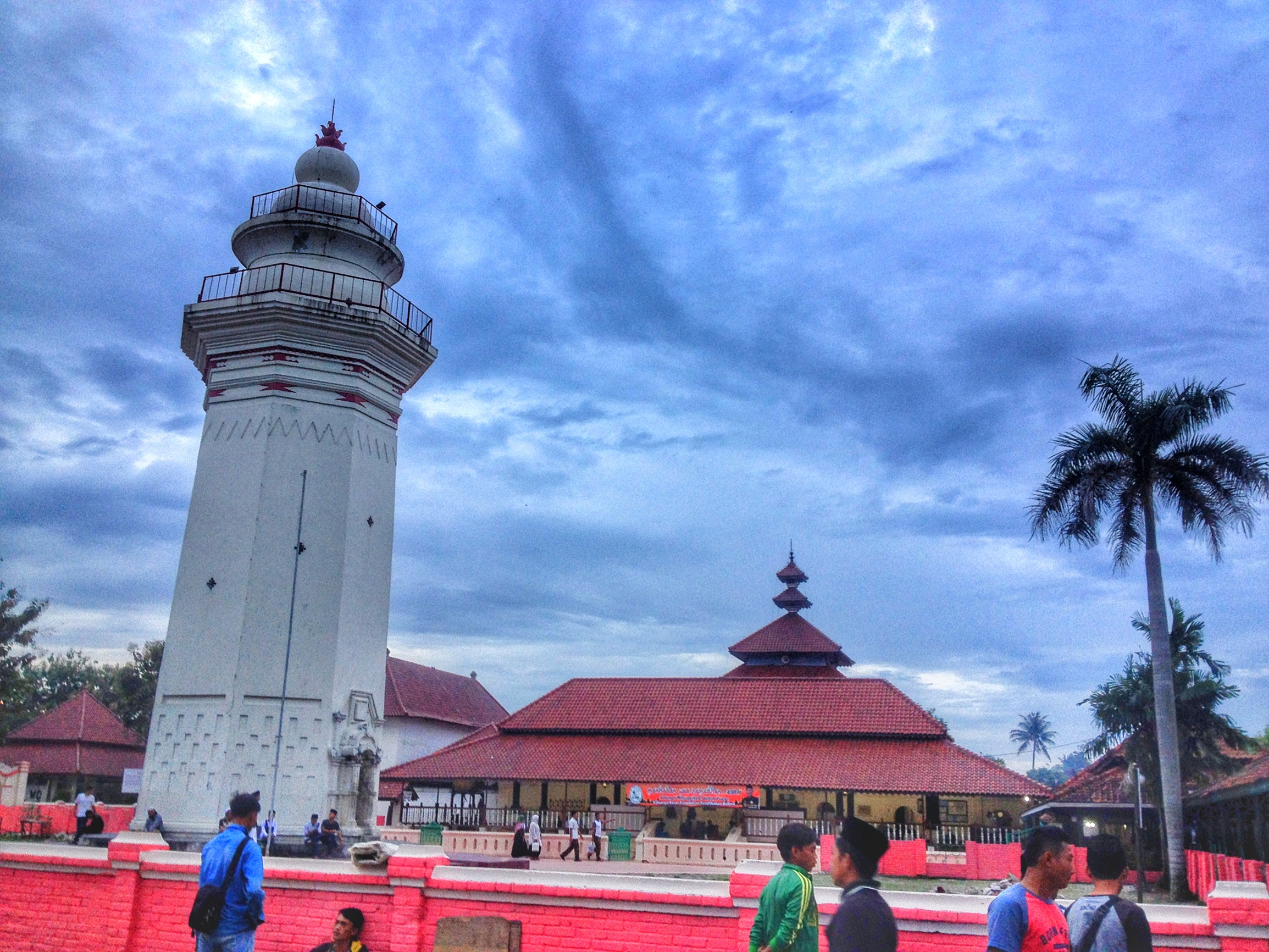
Велика мечеть Бантена

Тим не менше, припустити, що іслам поширився в Західній Яві повністю мирним шляхом було б помилкою, бо захоплення Бантен Гіранга, Калапи, а пізніше Паджаджарана Королівства Сунд було здійснено за допомогою військових засобів. При цьому сунданських в'язням зберігали життя лише у випадку прийняття ними ісламу. Тим не менше, королі Бантена продемонстрували свою терпимість, не втручаючись і не змушуючи корінних жителів Бадуя прийняти іслам, дозволивши цим колишнім сунданським підданим зберегти свою давню віру і спосіб життя до сьогодні. Відомо, що суверен Бантена тримав полк охорони, що складався з цих немусульманських найманців :25. Королі Бантена також дозволили будівництво китайських храмів та християнських церков для купців.
Бантен також був знаний як освітній центр з ісламознавчих студій. Справді, іслам був головною складовою бантенської цивілізації. Ісламські релігійні церемонії, фестивалі, а також ісламські звичаї — наприклад, обрізання принца, дотримувались сумлінно і проводились з надзвичайною урочистістю та в святковій обстановці. Каді або релігійний суддя Бантена, мав найбільшу владу після султана і мав важливе положення при дворі Бантена. Багато улемів з Індії та Аравії було запрошено до Бантена для поширення їх знань у релігійних питаннях. Песантренська релігійна школа була заснована в королівстві, причому песатрен Касуньятана був однією з найпрестижніших, створений на південь від міста в 16 столітті під патронатом короля Маулани Мухаммеда і очолюваний власним релігійним учителем короля :25.
Серед ісламських вчених у Бантені був шейх Юсуф. Він був ученим з Макассара, який працював під керівництвом султана Абдулфатага Агунга Султан Агунг також відправив перше бантенське океанське судно в порт Джидда, щоб перевезти свого сина на паломництво до Мекки, завдяки чому Султан Хаджі став першим сувереном Малайського архіпелагу, який коли-небудь здійснював хадж . Ці дії були символічним жестом для демонстрації престижу, яким користувався Бантен серед великої умми чи загальної ісламської спільноти :25.
В XIX столітті більшість індонезійських учених, які навчались і навіть викладали у Мецці, були походженням з Бантена — такі, як шейх Нававі аль-Бантані, учитель Арсяда Тавіла аль-Бантані. Він був вихідцем з Танари і написав кілька творів арабською мовою, викладав як професор у Мецці та став імамом Великої мечеті Мекки. Цей релігійний престиж сприяв виникненню у Бантена почуття приналежності до великої ісламської умми і заробив для королівств авторитет однієї з провідних ісламських держав Малайського архіпелага.

## Культура
Підтвердженням популярності Бантена в Європі є п'єса Генрі Філдінга «Авторський фарс», на завершення якої проблеми головного героя акуратно вирішуються, коли йому раптом повідомляють, що він «Принц Бантама», і оскільки старий «Король Бантама» помер він має успадкувати престол. Філдінг та його лондонська аудиторія уявляли собі «Бантам» як процвітаючу країну, стати монархом якої є великою удачею.

## Перелік султанів Бантен
Сяріф Хідаятулла або Сунан Гунунг Джаті з Чиребонського султанату
1. Султан Маулана Хасануддін або принц Сабакінкінг 1552—1570[22]
2. Султан Маулана Юсуф або князь Пасареян 1570—1585
3. Султан Маулана Мухаммад або принц Седанграна 1585—1596
4. Султан Абу аль-Мафахір Махмуд Абдулкадір атау Пангеран Рату 1596—1647
5. Султан Абу аль-Маалі Ахмад 1647—1651
6. Султан Абу аль-Фатх Абдулфаттах або султан Аген Тиртаяса 1651—1683
7. Султан Абу Нашар Абдулкахар або султан Хаджі 1683—1687
8. Султан Абу Фадхл Мухаммед Яхья 1687—1690
9. Султан Абу аль-Махасін Мухаммад Зайнул Абідін 1690—1733
10. Султан Абу аль-Фаті Мухаммад Сийфа Зайнул Аріфін 1733—1750
  1. Султан Сяріфуддін Рату Вакіл, фактично Рату Саріфах Фатіма 1750—1752[23][24]
11. Султан Абу аль-Маалі Мухаммад Васі Зайнал Алімін атау Пангеран Ар'я Адісантіка
12. Султан Аріф Зайнул Ассікін аль-Кадірі 1753—1773
13. Султан Абу аль-Мафахір Мухаммад Аліуддін 1773—1799
14. Султан Абу аль-Фат Мухаммад Мухіддін Зайнуссаліхін 1799—1801
15. Султан Абу аль-Нашар Мухаммад Ісхак Зайнулмутакін 1801—1802
  1. Наглядач Султан Вакіл Пангеран Натавія 1802—1803
16. Султан Абу аль-Мафахір Мухаммад Аліюддін II 1803—1808
  1. Наглядач Султан Вакіл Пангеран Сураменггала 1808—1809
17. Султан Мухаммад ібн Мухаммед Мухіддін Зайнуссаліхін 1809—1813
18. Султан Сяріф Мухаммад аш-Шафіуддін або Рату Багус Хендра Бамбанг Вісанггені Соерджаатмаджа 2016 — дотепер[25].